# Major League Soccer 2025
La temporada 2025 de la Major League Soccer es la edición número 30 de la Major League Soccer (MLS), que es la principal liga de fútbol profesional de los Estados Unidos y Canadá. Participan 30 clubes tras la llegada de la nueva franquicia de San Diego FC a la liga. La temporada regular comenzó el 22 de febrero, en una primera jornada que incluyó el partido inaugural entre Los Angeles FC y Minnesota United y otros cotejos como el de Inter Miami CF contra New York City FC y LA Galaxy contra San Diego FC. Está previsto que la temporada regular finalice mediante el Decision Day, que tendrá lugar el 18 de octubre, seguido de los play-offs. El calendario fue publicado el 19 de diciembre de 2024.
La competencia se desarrolla en las conferencias Este y Oeste y es la primera edición con 30 equipos, con la incorporación de San Diego FC el cual fue adquirido y fundado en 2023. Cabe mencionar que la liga hará una pequeña pausa en la temporada regular entre el 15 y 24 de junio por la Copa Mundial de Clubes de la FIFA 2025, donde participan Inter Miami, Los Angeles FC y Seattle Sounders, y la Copa Oro de la Concacaf 2025; sin embargo el certamen no se detendrá mientras se dispute la Leagues Cup 2025 entre julio y agosto, a diferencia de las dos temporadas anteriores.
Como parte del acuerdo por diez años entre la liga y Apple Inc., este será el tercer año en el que los derechos de transmisión de todos los partidos tanto de la MLS como de la Leagues Cup, y también de juegos selectos de MLS Next y MLS Next Pro, serán por medio del servicio MLS Season Pass dentro de la aplicación Apple TV.
LA Galaxy funge como el campeón vigente de la MLS Cup, mientras que Inter Miami es el actual defensor de la MLS Supporters' Shield, consiguiendo el récord de puntos obtenidos en temporada regular.

## Cambios

### Franquicias de expansión
- El San Diego FC se unió a la liga como franquicia de expansión para esta temporada de 2025, siendo el trigésimo equipo de esta competencia, teniendo como sede el Snapdragon Stadium.[1]

### Cambios de denominación de estadios
- Anteriormente, el recinto del St. Louis City SC era conocido como CityPark. El 31 de octubre de 2024, la franquicia anunció que acordó con la manufacturera de baterías local, Energizer Holdings para que el estadio lleve el nombre de la empresa pasando a llamarse Energizer Park.[7]
- El 11 de diciembre de 2024, los New York Red Bulls y la empresa Authentic Brands Group llegaron a un acuerdo para que su producto principal, la reconocida revista deportiva Sports Illustrated, le dé denominación a su estadio en Nueva Jersey, siendo por 13 años por más de 100 millones de dólares, pasando de Red Bull Arena a Sports Illustrated Stadium.[8]

## Equipos
Nota: Todos los equipos utilizan Adidas como manufacturera universal para sus uniformes. Asimismo, como parte de su contrato de transmisión con Apple, todos los uniformes MLS incluyen a Apple TV+ como patrocinador en la manga.
| Equipo                                    | Ciudad            | Entrenador          | Estadio                    | Aforo         | Patrocinador principal                                | Proveedor técnico |
| ----------------------------------------- | ----------------- | ------------------- | -------------------------- | ------------- | ----------------------------------------------------- | ----------------- |
| Atlanta United                            | Atlanta           | Ronny Deila         | Mercedes-Benz Stadium      | 42 500        | American Family Insurance                             | adidas            |
| Austin                                    | Austin            | Nico Estévez        | Q2 Stadium                 | 20 738        | Yeti                                                  | adidas            |
| Montréal                                  | Montreal          | Marco Donadel INT   | Saputo Stadium             | 19 619        | Bank of Montreal                                      | adidas            |
| Charlotte                                 | Charlotte         | Dean Smith          | Bank of America Stadium    | 38 000        | Ally                                                  | adidas            |
| Chicago Fire                              | Chicago           | Gregg Berhalter     | Soldier Field              | 24 955        | Carvana                                               | adidas            |
| Colorado Rapids                           | Commerce City     | Chris Armas         | Dick's Sporting Goods Park | 18 061        | UCHealth                                              | adidas            |
| Columbus Crew                             | Columbus          | Wilfried Nancy      | Lower.com Field            | 20 011        | Nationwide                                            | adidas            |
| D. C. United                              | Washington D. C.  | René Weiler         | Audi Field                 | 20 000        | Guidehouse                                            | adidas            |
| Cincinnati                                | Cincinnati        | Pat Noonan          | TQL Stadium                | 26 000        | Mercy Health                                          | adidas            |
| Dallas                                    | Frisco            | Eric Quill          | Toyota Stadium             | 20 500        | Children's Health (local) UT Southwestern (visitante) | adidas            |
| Houston Dynamo                            | Houston           | Ben Olsen           | Shell Energy Stadium       | 22 039        | MD Anderson                                           | adidas            |
| Inter Miami                               | Fort Lauderdale   | Javier Mascherano   | Chase Stadium              | 21 550        | Royal Caribbean                                       | adidas            |
| Los Angeles                               | Los Ángeles       | Steve Cherundolo    | BMO Stadium                | 22 000        | BMO Bank                                              | adidas            |
| Los Angeles Galaxy                        | Carson            | Greg Vanney         | Dignity Health Sports Park | 27 000        | Herbalife                                             | adidas            |
| Minnesota United                          | Saint Paul        | Eric Ramsay         | Allianz Field              | 19 400        | Target                                                | adidas            |
| Nashville                                 | Nashville         | B. J. Callaghan     | Geodis Park                | 30 000        | Renasant Bank                                         | adidas            |
| New England Revolution                    | Foxborough        | Caleb Porter        | Gillette Stadium           | 20 000        | Gillette                                              | adidas            |
| New York City                             | Bronx, Nueva York | Pascal Jansen       | Yankee Stadium Citi Field  | 28 743 41 992 | Etihad Airways                                        | adidas            |
| New York Red Bulls                        | Harrison          | Sandro Schwarz      | Sports Illustrated Stadium | 25 000        | Red Bull                                              | adidas            |
| Orlando City                              | Orlando           | Óscar Pareja        | Inter&Co Stadium           | 25 500        | Orlando Health                                        | adidas            |
| Philadelphia Union                        | Chester           | Bradley Carnell     | Subaru Park                | 18 500        | Bimbo Bakeries                                        | adidas            |
| Portland Timbers                          | Portland          | Phil Neville        | Providence Park            | 25 218        | Tillamook                                             | adidas            |
| Real Salt Lake                            | Sandy             | Pablo Mastroeni     | America First Field        | 20 213        | Intermountain Health                                  | adidas            |
| St. Louis City                            | San Luis          | David Critchley INT | Energizer Park             | 22 423        | Purina                                                | adidas            |
| San Diego FC                              | San Diego         | Mikey Varas         | Snapdragon Stadium         | 35 000        | DirecTV                                               | adidas            |
| San Jose Earthquakes                      | San José          | Bruce Arena         | PayPal Park                | 18 000        | El Camino Health                                      | adidas            |
| Seattle Sounders                          | Seattle           | Brian Schmetzer     | Lumen Field                | 37 722        | Providence                                            | adidas            |
| Sporting Kansas City                      | Kansas City       | Kerry Zavagnin INT  | Children's Mercy Park      | 18 467        | Compass Minerals                                      | adidas            |
| Toronto                                   | Toronto           | Robin Fraser        | BMO Field                  | 28 351        | Bank of Montreal                                      | adidas            |
| Vancouver Whitecaps                       | Vancouver         | Jesper Sørensen     | BC Place                   | 22 120        | Telus                                                 | adidas            |
| Datos actualizados al 27 de mayo de 2025. |                   |                     |                            |               |                                                       |                   |

### Equipos por estados
| Estado             | N.º | Equipos                                                                    |
| ------------------ | --- | -------------------------------------------------------------------------- |
| California         | 4   | Los Angeles F. C., Los Angeles Galaxy, San Diego FC y San Jose Earthquakes |
| Texas              | 3   | Austin F. C., F. C. Dallas y Houston Dynamo                                |
| Florida            | 2   | Inter Miami y Orlando City                                                 |
| Ohio               | 2   | Columbus Crew y F. C. Cincinnati                                           |
| Carolina del Norte | 1   | Charlotte F. C.                                                            |
| Colorado           | 1   | Colorado Rapids                                                            |
| Georgia            | 1   | Atlanta United                                                             |
| Illinois           | 1   | Chicago Fire                                                               |
| Kansas             | 1   | Sporting Kansas City                                                       |
| Massachusetts      | 1   | New England Revolution                                                     |
| Minnesota          | 1   | Minnesota United F. C.                                                     |
| Misuri             | 1   | St. Louis City SC                                                          |
| Nueva Jersey       | 1   | New York Red Bulls                                                         |
| Nueva York         | 1   | New York City F. C.                                                        |
| Oregón             | 1   | Portland Timbers                                                           |
| Pensilvania        | 1   | Philadelphia Union                                                         |
| Utah               | 1   | Real Salt Lake                                                             |
| Tennessee          | 1   | Nashville S. C.                                                            |
| Washington         | 1   | Seattle Sounders                                                           |
| Washington D. C.   | 1   | D. C. United                                                               |

### Equipos canadienses
| Provincia          | N.º | Equipos             |
| ------------------ | --- | ------------------- |
| Columbia Británica | 1   | Vancouver Whitecaps |
| Ontario            | 1   | Toronto F. C.       |
| Quebec             | 1   | C. F. Montréal      |

### Cambios de entrenadores
| Equipo               | Entrenador saliente | Fecha de vacante        | Tipo de salida    | Pos.         | Entrenador entrante | Fecha de nombramiento   |
| -------------------- | ------------------- | ----------------------- | ----------------- | ------------ | ------------------- | ----------------------- |
| Austin F. C.         | Davy Arnaud INT     | 25 de octubre de 2024   | Fin de interinato | Pretemporada | Nico Estévez        | 25 de octubre de 2024   |
| Philadelphia Union   | Jim Curtin          | 7 de noviembre de 2024  | Mutuo acuerdo     | Pretemporada | Bradley Carnell     | 2 de enero de 2025      |
| San Jose Earthquakes | Ian Russell INT     | 7 de noviembre de 2024  | Fin de interinato | Pretemporada | Bruce Arena         | 7 de noviembre de 2024  |
| F. C. Dallas         | Peter Luccin INT    | 20 de noviembre de 2024 | Fin de interinato | Pretemporada | Eric Quill          | 20 de noviembre de 2024 |
| Inter Miami          | Gerardo Martino     | 22 de noviembre de 2024 | Renuncia          | Pretemporada | Javier Mascherano   | 26 de noviembre de 2024 |
| Vancouver Whitecaps  | Vanni Sartini       | 25 de noviembre de 2024 | Mutuo acuerdo     | Pretemporada | Jesper Sørensen     | 14 de enero de 2025     |
| Atlanta United       | Rob Valentino INT   | 26 de noviembre de 2024 | Fin de interinato | Pretemporada | Ronny Deila         | 20 de diciembre de 2024 |
| New York City F. C.  | Nick Cushing        | 26 de noviembre de 2024 | Despido           | Pretemporada | Pascal Jansen       | 6 de enero de 2025      |
| St. Louis City S. C. | John Hackworth INT  | 26 de noviembre de 2024 | Fin de interinato | Pretemporada | Olof Mellberg       | 26 de noviembre de 2024 |
| Toronto F. C.        | John Herdman        | 29 de noviembre de 2024 | Renuncia          | Pretemporada | Robin Fraser        | 10 de enero de 2025     |
| C. F. Montréal       | Laurent Courtois    | 24 de marzo de 2025     | Despido           | 15° E, 30° G | Marco Donadel INT   | 24 de marzo de 2025     |
| Sporting Kansas City | Peter Vermes        | 31 de marzo de 2025     | Mutuo acuerdo     | 15° O, 30° G | Kerry Zavagnin INT  | 31 de marzo de 2025     |
| St. Louis City S. C. | Olof Mellberg       | 27 de mayo de 2025      | Despido           | 14° O, 28° G | David Critchley INT | 27 de mayo de 2025      |
| D. C. United         | Troy Lesesne        | 10 de julio de 2025     | Despido           | 12° E, 25° G | Kevin Flanagan INT  | 10 de julio de 2025     |
| D. C. United         | Kevin Flanagan INT  | 16 de julio de 2025     | Fin de interinato | 14° E, 27° G | René Weiler         | 16 de julio de 2025     |

## Fechas especiales

### MLS is Back(MLS está de vuelta)
El fin de semana inaugural los 30 equipos participaron de la jornada MLS is Back, disputada entre el 22 y 23 de febrero. La acción comenzó con el primer encuentro entre Los Angeles FC y Minnesota United FC, en el BMO Stadium el sábado 22 por la tarde, con resultado de 1–0 para el equipo angelino.

### Rivalry Week (semana de rivalidades)
La Rivalry Week —semana de rivalidades— se llevó a cabo en dos fechas, del 14 al 18 de mayo, con enfrentamientos que destacaron las rivalidades más emblemáticas e intensas de la liga. Algunas de ellas incluyen:
- 14 de mayo: St. Louis CITY S.C. vs. Sporting Kansas City (20:45 ET)
- 17 de mayo:
  - Derbi del Río Hudson: New York City F.C. vs. New York Red Bulls (16:30 ET)
  - Hell is Real derby (Ohio): Columbus Crew vs. F.C. Cincinnati (19:15 ET)
  - Clásico de Cascadia: Portland Timbers vs. Seattle Sounders (21:30 ET)
- 18 de mayo:
  - Clásico del Sol (Florida): Inter Miami C.F. vs. Orlando City S.C. (19:00 ET)
  - El Tráfico: Los Angeles Galaxy vs. Los Angeles F.C. (21:00 ET)

### Pausa por la Copa Mundial de Clubes de la FIFA y la Copa Oro
La Major League Soccer tuvo un periodo de inactividad entre el 15 y 24 de junio debido a la Copa Mundial de Clubes de la FIFA 2025, disputada justamente en Estados Unidos, y la Copa Oro de la Concacaf 2025.

### MLS All-Star Game 2025 (Juego de las estrellas de la MLS)
Los eventos relacionados al MLS All-Star Game vieron actividad los días 22 y 23 de julio, el partido fue contra los mejores jugadores de la Liga MX, que termino 3-1 en favor del equipo MLS.

### Decision Day(Día decisivo)
La última fecha de la temporada regular, que determinara los equipos clasificados a los playoffs de la MLS Cup y al campeón de la MLS Supporters' Shield será el sábado 18 de octubre, y se juega bajo el nombre de Decision Day.

### Playoffs y MLS Cup
Los playoffs finales hacia la final de la MLS Cup definirán su fecha próximamente.

## Temporada regular

### Formato
Cada uno de los 30 equipos de la liga jugará 34 partidos: 17 en casa y 17 fuera de casa. Cada club enfrentará en la temporada regular a 6 rivales aleatorios de la conferencia opuesta. La temporada regular está programada para comenzar el fin de semana del 22 y 23 de febrero y culminar en el día de decisión el 18 de octubre, donde todos los equipos jugarán entre sí en partidos simultáneos dentro de la conferencia. La temporada se pausó del 15 al 24 de junio por la Copa Mundial de Clubes de la FIFA 2025 y la Copa Oro 2025 que se realizaron en el territorio de Estados Unidos. La mayoría de partidos se jugarán los miércoles y sábados a las 19:30 hora local como parte del contrato de transmisión de Apple TV.

### Conferencia Este
| Pos. | Equipo                 | Pts. | PJ | G  | E  | P  | GF | GC | Dif. | Clasificación   |
| ---- | ---------------------- | ---- | -- | -- | -- | -- | -- | -- | ---- | --------------- |
| 1    | F. C. Cincinnati       | 52   | 27 | 16 | 4  | 7  | 42 | 34 | +8   | Primera ronda   |
| 2    | Philadelphia Union     | 51   | 27 | 15 | 6  | 6  | 44 | 26 | +18  | Primera ronda   |
| 3    | Nashville S. C.        | 47   | 27 | 14 | 5  | 8  | 44 | 31 | +13  | Primera ronda   |
| 4    | Orlando City           | 47   | 27 | 13 | 8  | 6  | 53 | 35 | +18  | Primera ronda   |
| 5    | Inter Miami            | 45   | 24 | 13 | 6  | 5  | 53 | 39 | +14  | Primera ronda   |
| 6    | Columbus Crew          | 45   | 26 | 12 | 9  | 5  | 42 | 37 | +5   | Primera ronda   |
| 7    | Charlotte F. C.        | 44   | 27 | 14 | 2  | 11 | 45 | 39 | +6   | Primera ronda   |
| 8    | New York City F. C.    | 41   | 25 | 12 | 5  | 8  | 36 | 30 | +6   | Ronda Wild Card |
| 9    | Chicago Fire           | 39   | 26 | 11 | 6  | 9  | 50 | 44 | +6   | Ronda Wild Card |
| 10   | New York Red Bulls     | 39   | 27 | 11 | 6  | 10 | 42 | 37 | +5   |                 |
| 11   | New England Revolution | 28   | 26 | 7  | 7  | 12 | 33 | 37 | −4   |                 |
| 12   | Toronto F. C.          | 23   | 26 | 5  | 8  | 13 | 27 | 34 | −7   |                 |
| 13   | Atlanta United         | 22   | 26 | 4  | 10 | 12 | 31 | 49 | −18  |                 |
| 14   | C. F. Montréal         | 20   | 27 | 4  | 8  | 15 | 25 | 48 | −23  |                 |
| 15   | D. C. United           | 20   | 27 | 4  | 8  | 15 | 23 | 52 | −29  |                 |

Actualizado a los partidos jugados el 17 de agosto de 2025.
 Fuente: MLS Standing
Criterios de clasificación: 1) Puntos; 2) Partidos ganados; 3) Diferencia de goles; 4) Goles anotados; 5) Puntos disciplinarios; 6) Diferencia de goles de visitante; 7) Goles de visitante; 8) Diferencia de goles de local; 9) Goles anotados de local; 10) Moneda al aire (solo 2 clubes), sorteo (más de 3 clubes).

### Evolución de las posiciones

#### Primera rueda
| Equipo                 | Fecha | Fecha | Fecha | Fecha | Fecha | Fecha | Fecha | Fecha | Fecha | Fecha | Fecha | Fecha | Fecha | Fecha | Fecha | Fecha | Fecha |
| Equipo                 | 1     | 2     | 3     | 4     | 5     | 6     | 7     | 8     | 9     | 10    | 11    | 12    | 13    | 14    | 15    | 16    | 17    |
| ---------------------- | ----- | ----- | ----- | ----- | ----- | ----- | ----- | ----- | ----- | ----- | ----- | ----- | ----- | ----- | ----- | ----- | ----- |
| Philadelphia Union     | 2     | 1     | 1     | 2     | 1     | 2     | 3     | 5     | 5     | 3     | 2     | 3     | 2     | 1     | 1     | 1     | 1     |
| FC Cincinnati          | 4     | 8     | 4     | 8     | 10    | 8     | 5     | 3     | 2     | 1     | 3     | 1     | 1     | 2     | 2     | 2     | 2     |
| Inter Miami            | 9     | 3     | 2     | 1     | 3     | 1     | 2     | 4     | 3     | 5     | 4     | 4     | 5     | 6     | 7     | 6     | 3     |
| Nashville SC           | 10    | 14    | 10    | 5     | 4     | 6     | 9     | 6     | 6     | 6     | 6     | 5     | 4     | 4     | 3     | 3     | 4     |
| Columbus Crew          | 1     | 2     | 3     | 3     | 6     | 3     | 1     | 1     | 4     | 2     | 1     | 2     | 3     | 3     | 5     | 4     | 5     |
| New York Red Bulls     | 13    | 5     | 7     | 10    | 7     | 9     | 8     | 9     | 9     | 8     | 10    | 7     | 8     | 10    | 9     | 7     | 6     |
| Orlando City           | 14    | 6     | 12    | 11    | 9     | 7     | 6     | 7     | 7     | 7     | 8     | 8     | 6     | 5     | 4     | 5     | 7     |
| Charlotte FC           | 5     | 4     | 6     | 4     | 2     | 5     | 4     | 2     | 1     | 4     | 5     | 6     | 7     | 8     | 8     | 9     | 8     |
| New York City FC       | 6     | 10    | 9     | 7     | 8     | 10    | 11    | 10    | 10    | 9     | 7     | 10    | 9     | 7     | 6     | 8     | 9     |
| New England Revolution | 11    | 11    | 13    | 14    | 13    | 13    | 13    | 12    | 11    | 10    | 9     | 9     | 10    | 11    | 10    | 10    | 10    |
| Chicago Fire           | 15    | 13    | 8     | 6     | 5     | 4     | 7     | 8     | 8     | 11    | 11    | 11    | 11    | 9     | 11    | 11    | 11    |
| DC United              | 7     | 9     | 5     | 9     | 11    | 12    | 12    | 13    | 13    | 13    | 12    | 12    | 12    | 12    | 13    | 13    | 12    |
| Atlanta United         | 3     | 7     | 11    | 12    | 12    | 11    | 10    | 11    | 12    | 12    | 13    | 14    | 13    | 14    | 12    | 12    | 13    |
| Toronto FC             | 8     | 12    | 14    | 15    | 14    | 14    | 14    | 14    | 14    | 14    | 14    | 13    | 14    | 13    | 14    | 14    | 14    |
| CF Montréal            | 12    | 15    | 15    | 13    | 15    | 15    | 15    | 15    | 15    | 15    | 15    | 15    | 15    | 15    | 15    | 15    | 15    |

#### Segunda rueda
| Equipo                 | Fecha | Fecha | Fecha | Fecha | Fecha | Fecha | Fecha | Fecha | Fecha | Fecha | Fecha | Fecha | Fecha | Fecha | Fecha | Fecha | Fecha |
| Equipo                 | 18    | 19    | 20    | 21    | 22    | 23    | 24    | 25    | 26    | 27    | 28    | 29    | 30    | 31    | 32    | 33    | 34    |
| ---------------------- | ----- | ----- | ----- | ----- | ----- | ----- | ----- | ----- | ----- | ----- | ----- | ----- | ----- | ----- | ----- | ----- | ----- |
| Philadelphia Union     | 1     | 1     | 1     | 3     | 1     | 1     | 3     | 1     | 1     | 2     |       |       |       |       |       |       |       |
| FC Cincinnati          | 2     | 2     | 2     | 1     | 2     | 2     | 1     | 2     | 2     | 1     |       |       |       |       |       |       |       |
| Nashville SC           | 3     | 3     | 3     | 2     | 3     | 3     | 2     | 3     | 3     | 3     |       |       |       |       |       |       |       |
| Orlando City           | 5     | 5     | 5     | 5     | 6     | 6     | 6     | 6     | 4     | 4     |       |       |       |       |       |       |       |
| Columbus Crew          | 4     | 4     | 4     | 4     | 4     | 4     | 4     | 4     | 5     | 6     |       |       |       |       |       |       |       |
| Inter Miami            | 6     | 6     | 6     | 6     | 5     | 5     | 5     | 5     | 6     | 5     |       |       |       |       |       |       |       |
| Charlotte FC           | 9     | 9     | 10    | 10    | 9     | 9     | 7     | 7     | 7     | 7     |       |       |       |       |       |       |       |
| New York City FC       | 7     | 8     | 9     | 7     | 7     | 7     | 8     | 8     | 8     | 8     |       |       |       |       |       |       |       |
| Chicago Fire           | 10    | 10    | 8     | 9     | 10    | 10    | 10    | 9     | 9     | 9     |       |       |       |       |       |       |       |
| New York Red Bulls     | 8     | 7     | 7     | 8     | 8     | 8     | 9     | 10    | 10    | 10    |       |       |       |       |       |       |       |
| New England Revolution | 11    | 11    | 11    | 11    | 11    | 11    | 11    | 11    | 11    | 11    |       |       |       |       |       |       |       |
| Toronto FC             | 14    | 14    | 13    | 14    | 14    | 12    | 12    | 12    | 12    | 12    |       |       |       |       |       |       |       |
| Atlanta United         | 13    | 13    | 14    | 13    | 12    | 13    | 13    | 13    | 13    | 13    |       |       |       |       |       |       |       |
| CF Montréal            | 15    | 15    | 15    | 15    | 15    | 15    | 15    | 15    | 14    | 14    |       |       |       |       |       |       |       |
| DC United              | 12    | 12    | 12    | 12    | 13    | 14    | 14    | 14    | 15    | 15    |       |       |       |       |       |       |       |

### Conferencia Oeste
| Pos. | Equipo                 | Pts. | PJ | G  | E | P  | GF | GC | Dif. | Clasificación   |
| ---- | ---------------------- | ---- | -- | -- | - | -- | -- | -- | ---- | --------------- |
| 1    | San Diego F. C.        | 52   | 27 | 16 | 4 | 7  | 52 | 33 | +19  | Primera ronda   |
| 2    | Minnesota United F. C. | 47   | 27 | 13 | 8 | 6  | 44 | 30 | +14  | Primera ronda   |
| 3    | Vancouver Whitecaps    | 46   | 26 | 13 | 7 | 6  | 44 | 29 | +15  | Primera ronda   |
| 4    | Seattle Sounders       | 41   | 26 | 11 | 8 | 7  | 43 | 36 | +7   | Primera ronda   |
| 5    | Los Angeles F. C.      | 40   | 24 | 11 | 7 | 6  | 43 | 30 | +13  | Primera ronda   |
| 6    | Portland Timbers       | 37   | 26 | 10 | 7 | 9  | 35 | 37 | −2   | Primera ronda   |
| 7    | Colorado Rapids        | 36   | 27 | 10 | 6 | 11 | 36 | 41 | −5   | Primera ronda   |
| 8    | Austin F. C.           | 35   | 25 | 9  | 8 | 8  | 24 | 29 | −5   | Ronda Wild Card |
| 9    | San Jose Earthquakes   | 32   | 27 | 8  | 8 | 11 | 50 | 47 | +3   | Ronda Wild Card |
| 10   | Real Salt Lake         | 31   | 26 | 9  | 4 | 13 | 27 | 33 | −6   |                 |
| 11   | F. C. Dallas           | 29   | 26 | 7  | 8 | 11 | 38 | 46 | −8   |                 |
| 12   | Houston Dynamo         | 29   | 26 | 7  | 8 | 11 | 33 | 42 | −9   |                 |
| 13   | Sporting Kansas City   | 24   | 26 | 6  | 6 | 14 | 37 | 50 | −13  |                 |
| 14   | St. Louis City         | 21   | 26 | 5  | 6 | 15 | 29 | 44 | −15  |                 |
| 15   | Los Angeles Galaxy     | 16   | 26 | 3  | 7 | 16 | 29 | 55 | −26  |                 |

Actualizado a los partidos jugados el 17 de agosto de 2025.
 Fuente: MLS Standings
Criterios de clasificación: 1) Puntos; 2) Partidos ganados; 3) Diferencia de goles; 4) Goles anotados; 5) Puntos disciplinarios; 6) Diferencia de goles de visitante; 7) Goles de visitante; 8) Diferencia de goles de local; 9) Goles anotados de local; 10) Moneda al aire (solo 2 clubes), sorteo (más de 3 clubes).

### Evolución de las posiciones

#### Primera rueda
| Equipo               | Fecha | Fecha | Fecha | Fecha | Fecha | Fecha | Fecha | Fecha | Fecha | Fecha | Fecha | Fecha | Fecha | Fecha | Fecha | Fecha | Fecha |
| Equipo               | 1     | 2     | 3     | 4     | 5     | 6     | 7     | 8     | 9     | 10    | 11    | 12    | 13    | 14    | 15    | 16    | 17    |
| -------------------- | ----- | ----- | ----- | ----- | ----- | ----- | ----- | ----- | ----- | ----- | ----- | ----- | ----- | ----- | ----- | ----- | ----- |
| Vancouver Whitecaps  | 2     | 2     | 1     | 1     | 1     | 1     | 1     | 1     | 1     | 1     | 1     | 1     | 1     | 1     | 1     | 1     | 1     |
| San Diego FC         | 3     | 4     | 2     | 2     | 4     | 3     | 2     | 3     | 6     | 7     | 4     | 4     | 2     | 3     | 2     | 2     | 2     |
| Minnesota United     | 11    | 7     | 4     | 5     | 6     | 4     | 3     | 2     | 3     | 4     | 2     | 2     | 3     | 2     | 3     | 3     | 3     |
| Seattle Sounders     | 7     | 12    | 8     | 10    | 12    | 12    | 12    | 11    | 8     | 9     | 7     | 5     | 6     | 6     | 5     | 4     | 4     |
| Portland Timbers     | 14    | 9     | 12    | 12    | 9     | 6     | 5     | 4     | 4     | 2     | 3     | 3     | 4     | 4     | 6     | 5     | 5     |
| Los Angeles FC       | 5     | 3     | 5     | 8     | 3     | 8     | 9     | 7     | 7     | 8     | 5     | 6     | 5     | 5     | 4     | 6     | 6     |
| San Jose Earthquakes | 1     | 1     | 3     | 6     | 10    | 10    | 8     | 9     | 10    | 11    | 10    | 7     | 7     | 8     | 8     | 7     | 7     |
| Colorado Rapids      | 9     | 10    | 7     | 4     | 7     | 5     | 7     | 5     | 5     | 5     | 8     | 9     | 9     | 7     | 7     | 8     | 8     |
| Houston Dynamo       | 10    | 15    | 13    | 14    | 13    | 14    | 13    | 13    | 14    | 13    | 14    | 14    | 12    | 10    | 10    | 9     | 9     |
| Austin FC            | 6     | 6     | 10    | 7     | 2     | 2     | 4     | 6     | 2     | 3     | 6     | 8     | 8     | 9     | 9     | 10    | 10    |
| FC Dallas            | 4     | 5     | 9     | 11    | 8     | 7     | 6     | 8     | 9     | 6     | 9     | 10    | 10    | 11    | 11    | 11    | 11    |
| Sporting Kansas City | 12    | 13    | 14    | 13    | 15    | 15    | 14    | 14    | 13    | 14    | 12    | 12    | 13    | 13    | 13    | 13    | 12    |
| Real Salt Lake       | 15    | 8     | 11    | 9     | 11    | 11    | 10    | 10    | 11    | 10    | 11    | 11    | 11    | 12    | 12    | 12    | 13    |
| St. Louis City       | 8     | 11    | 6     | 3     | 5     | 9     | 11    | 12    | 12    | 12    | 13    | 13    | 14    | 14    | 14    | 14    | 14    |
| LA Galaxy            | 13    | 14    | 15    | 15    | 14    | 13    | 15    | 15    | 15    | 15    | 15    | 15    | 15    | 15    | 15    | 15    | 15    |

#### Segunda rueda
| Equipo               | Fecha | Fecha | Fecha | Fecha | Fecha | Fecha | Fecha | Fecha | Fecha | Fecha | Fecha | Fecha | Fecha | Fecha | Fecha | Fecha | Fecha |
| Equipo               | 18    | 19    | 20    | 21    | 22    | 23    | 24    | 25    | 26    | 27    | 28    | 29    | 30    | 31    | 32    | 33    | 34    |
| -------------------- | ----- | ----- | ----- | ----- | ----- | ----- | ----- | ----- | ----- | ----- | ----- | ----- | ----- | ----- | ----- | ----- | ----- |
| San Diego FC         | 2     | 1     | 1     | 1     | 1     | 1     | 1     | 1     | 1     | 1     |       |       |       |       |       |       |       |
| Vancouver Whitecaps  | 1     | 2     | 2     | 2     | 3     | 2     | 2     | 2     | 2     | 3     |       |       |       |       |       |       |       |
| Minnesota United     | 3     | 3     | 3     | 3     | 2     | 3     | 3     | 3     | 3     | 2     |       |       |       |       |       |       |       |
| Seattle Sounders     | 6     | 7     | 5     | 5     | 4     | 5     | 4     | 4     | 4     | 4     |       |       |       |       |       |       |       |
| Los Angeles FC       | 5     | 6     | 7     | 7     | 6     | 4     | 5     | 6     | 5     | 5     |       |       |       |       |       |       |       |
| Portland Timbers     | 4     | 4     | 4     | 4     | 5     | 6     | 6     | 5     | 6     | 6     |       |       |       |       |       |       |       |
| Austin FC            | 7     | 8     | 9     | 10    | 9     | 8     | 8     | 7     | 7     | 8     |       |       |       |       |       |       |       |
| Colorado Rapids      | 9     | 9     | 8     | 9     | 7     | 7     | 7     | 9     | 8     | 7     |       |       |       |       |       |       |       |
| San Jose Earthquakes | 8     | 5     | 6     | 6     | 8     | 9     | 9     | 10    | 9     | 9     |       |       |       |       |       |       |       |
| Real Salt Lake       | 12    | 13    | 13    | 12    | 11    | 10    | 10    | 8     | 10    | 10    |       |       |       |       |       |       |       |
| FC Dallas            | 10    | 10    | 11    | 13    | 13    | 13    | 12    | 12    | 11    | 11    |       |       |       |       |       |       |       |
| Houston Dynamo       | 11    | 11    | 10    | 8     | 10    | 11    | 11    | 11    | 12    | 12    |       |       |       |       |       |       |       |
| Sporting Kansas City | 13    | 12    | 12    | 11    | 12    | 12    | 13    | 13    | 13    | 13    |       |       |       |       |       |       |       |
| St. Louis City       | 14    | 14    | 14    | 14    | 14    | 14    | 14    | 14    | 14    | 14    |       |       |       |       |       |       |       |
| LA Galaxy            | 15    | 15    | 15    | 15    | 15    | 15    | 15    | 15    | 15    | 15    | 15    |       |       |       |       |       |       |

### Tabla general
| Pos. | Equipo                 | Pts. | PJ | G  | E  | P  | GF | GC | Dif. | Clasificación 2026              |
| ---- | ---------------------- | ---- | -- | -- | -- | -- | -- | -- | ---- | ------------------------------- |
| 1    | San Diego F. C.        | 52   | 27 | 16 | 4  | 7  | 52 | 33 | +19  | Ronda 1 de la Copa de Campeones |
| 2    | F. C. Cincinnati       | 52   | 27 | 16 | 4  | 7  | 42 | 34 | +8   | Ronda 1 de la Copa de Campeones |
| 3    | Philadelphia Union     | 51   | 27 | 15 | 6  | 6  | 44 | 26 | +18  | Ronda 1 de la Copa de Campeones |
| 4    | Nashville S. C.        | 47   | 27 | 14 | 5  | 8  | 44 | 31 | +13  |                                 |
| 5    | Orlando City           | 47   | 27 | 13 | 8  | 6  | 53 | 35 | +18  |                                 |
| 6    | Minnesota United F. C. | 47   | 27 | 13 | 8  | 6  | 44 | 30 | +14  |                                 |
| 7    | Vancouver Whitecaps    | 46   | 26 | 13 | 7  | 6  | 44 | 29 | +15  |                                 |
| 8    | Inter Miami            | 45   | 24 | 13 | 6  | 5  | 53 | 39 | +14  |                                 |
| 9    | Columbus Crew          | 45   | 26 | 12 | 9  | 5  | 42 | 37 | +5   |                                 |
| 10   | Charlotte F. C.        | 44   | 27 | 14 | 2  | 11 | 45 | 39 | +6   |                                 |
| 11   | New York City F. C.    | 41   | 25 | 12 | 5  | 8  | 36 | 30 | +6   |                                 |
| 12   | Seattle Sounders       | 41   | 26 | 11 | 8  | 7  | 43 | 36 | +7   |                                 |
| 13   | Los Angeles F. C.      | 40   | 24 | 11 | 7  | 6  | 43 | 30 | +13  |                                 |
| 14   | Chicago Fire           | 39   | 26 | 11 | 6  | 9  | 50 | 44 | +6   |                                 |
| 15   | New York Red Bulls     | 39   | 27 | 11 | 6  | 10 | 42 | 37 | +5   |                                 |
| 16   | Portland Timbers       | 37   | 26 | 10 | 7  | 9  | 35 | 37 | −2   |                                 |
| 17   | Colorado Rapids        | 36   | 27 | 10 | 6  | 11 | 36 | 41 | −5   |                                 |
| 18   | Austin F. C.           | 35   | 25 | 9  | 8  | 8  | 24 | 29 | −5   |                                 |
| 19   | San Jose Earthquakes   | 32   | 27 | 8  | 8  | 11 | 50 | 47 | +3   |                                 |
| 20   | Real Salt Lake         | 31   | 26 | 9  | 4  | 13 | 27 | 33 | −6   |                                 |
| 21   | F. C. Dallas           | 29   | 26 | 7  | 8  | 11 | 38 | 46 | −8   |                                 |
| 22   | Houston Dynamo         | 29   | 26 | 7  | 8  | 11 | 33 | 42 | −9   |                                 |
| 23   | New England Revolution | 28   | 26 | 7  | 7  | 12 | 33 | 37 | −4   |                                 |
| 24   | Sporting Kansas City   | 24   | 26 | 6  | 6  | 14 | 37 | 50 | −13  |                                 |
| 25   | Toronto F. C.          | 23   | 26 | 5  | 8  | 13 | 27 | 34 | −7   |                                 |
| 26   | Atlanta United         | 22   | 26 | 4  | 10 | 12 | 31 | 49 | −18  |                                 |
| 27   | St. Louis City         | 21   | 26 | 5  | 6  | 15 | 29 | 44 | −15  |                                 |
| 28   | C. F. Montréal         | 20   | 27 | 4  | 8  | 15 | 25 | 48 | −23  |                                 |
| 29   | D. C. United           | 20   | 27 | 4  | 8  | 15 | 23 | 52 | −29  |                                 |
| 30   | Los Angeles Galaxy     | 16   | 26 | 3  | 7  | 16 | 29 | 55 | −26  |                                 |

Actualizado a los partidos jugados el 17 de agosto de 2025.
 Fuente: MLS Standings
Criterios de clasificación: 1) Puntos; 2) Partidos ganados; 3) Diferencia de goles; 4) Goles anotados; 5) Puntos disciplinarios; 6) Diferencia de goles de visitante; 7) Goles de visitante; 8) Diferencia de goles de local; 9) Goles anotados de local; 10) Moneda al aire (solo 2 clubes), sorteo (más de 3 clubes).
Notas:
1. ↑  Ganador de la MLS Supporters' Shield 2025

## Resultados
- Los horarios corresponden al huso horario de Estados Unidos: (Hora del Este, UTC-5 en horario estándar).

| Jornada 1            | Jornada 1 | Jornada 1              | Jornada 1                  | Jornada 1     | Jornada 1 |
| Local                | Resultado | Visitante              | Estadio                    | Fecha         | Hora      |
| -------------------- | --------- | ---------------------- | -------------------------- | ------------- | --------- |
| Los Angeles F. C.    | 1 – 0     | Minnesota United       | BMO Stadium                | 22 de febrero | 16:45     |
| Atlanta United       | 3 – 2     | C. F. Montréal         | Mercedes-Benz Stadium      | 22 de febrero | 19:30     |
| Columbus Crew        | 4 – 2     | Chicago Fire           | Lower.com Field            | 22 de febrero | 19:30     |
| D. C. United         | 2 – 2     | Toronto F. C.          | Audi Field                 | 22 de febrero | 19:30     |
| F. C. Cincinnati     | 1 – 0     | New York Red Bulls     | TQL Stadium                | 22 de febrero | 19:30     |
| Inter Miami          | 2 – 2     | New York City F. C.    | Chase Stadium              | 22 de febrero | 19:30     |
| Orlando City S. C.   | 2 – 4     | Philadelphia Union     | Inter&Co Stadium           | 22 de febrero | 19:30     |
| Austin F. C.         | 1 – 0     | Sporting Kansas City   | Q2 Stadium                 | 22 de febrero | 20:30     |
| Houston Dynamo       | 1 – 2     | F. C. Dallas           | Shell Energy Stadium       | 22 de febrero | 20:30     |
| Nashville S. C.      | 0 – 0     | New England Revolution | Geodis Park                | 22 de febrero | 20:30     |
| St. Louis City       | 0 – 0     | Colorado Rapids        | Energizer Park             | 22 de febrero | 20:30     |
| San Jose Earthquakes | 4 – 0     | Real Salt Lake         | PayPal Park                | 22 de febrero | 22:30     |
| Seattle Sounders     | 2 – 2     | Charlotte F. C.        | Lumen Field                | 22 de febrero | 22:30     |
| Portland Timbers     | 1 – 4     | Vancouver Whitecaps    | Providence Park            | 23 de febrero | 16:00     |
| Los Angeles Galaxy   | 0 – 2     | San Diego F. C.        | Dignity Health Sports Park | 23 de febrero | 19:00     |

| Jornada 2              | Jornada 2 | Jornada 2            | Jornada 2                  | Jornada 2  | Jornada 2 |
| Local                  | Resultado | Visitante            | Estadio                    | Fecha      | Hora      |
| ---------------------- | --------- | -------------------- | -------------------------- | ---------- | --------- |
| Charlotte F. C.        | 2 – 0     | Atlanta United       | Bank of America Stadium    | 1 de marzo | 14:15     |
| Real Salt Lake         | 2 – 0     | Seattle Sounders     | America First Field        | 1 de marzo | 16:30     |
| New England Revolution | 0 – 1     | Columbus Crew        | Gillette Stadium           | 1 de marzo | 19:30     |
| New York Red Bulls     | 2 – 0     | Nashville S. C.      | Sports Illustrated Stadium | 1 de marzo | 19:30     |
| Orlando City S. C.     | 4 – 2     | Toronto F. C.        | Inter&Co Stadium           | 1 de marzo | 19:30     |
| Philadelphia Union     | 4 – 1     | F. C. Cincinnati     | Subaru Park                | 1 de marzo | 19:30     |
| Chicago Fire           | 2 – 2     | D. C. United         | Soldier Field              | 1 de marzo | 20:30     |
| Minnesota United       | 1 – 0     | C. F. Montréal       | Allianz Field              | 1 de marzo | 20:30     |
| Sporting Kansas City   | 1 – 2     | San Jose Earthquakes | Children's Mercy Park      | 1 de marzo | 20:30     |
| Colorado Rapids        | 3 – 3     | F. C. Dallas         | Dick's Sporting Goods Park | 1 de marzo | 21:30     |
| Los Angeles F. C.      | 1 – 0     | New York City F. C.  | BMO Stadium                | 1 de marzo | 22:30     |
| Portland Timbers       | 1 – 0     | Austin F. C.         | Providence Park            | 1 de marzo | 22:30     |
| San Diego F. C.        | 0 – 0     | St. Louis City       | Snapdragon Stadium         | 1 de marzo | 22:30     |
| Vancouver Whitecaps    | 2 – 1     | Los Angeles Galaxy   | BC Place                   | 2 de marzo | 17:00     |
| Houston Dynamo         | 1 – 4     | Inter Miami          | Shell Energy Stadium       | 2 de marzo | 19:00     |

| Jornada 3              | Jornada 3 | Jornada 3            | Jornada 3                  | Jornada 3  | Jornada 3 |
| Local                  | Resultado | Visitante            | Estadio                    | Fecha      | Hora      |
| ---------------------- | --------- | -------------------- | -------------------------- | ---------- | --------- |
| Columbus Crew          | 0 – 0     | Houston Dynamo       | Lower.com Field            | 8 de marzo | 14:30     |
| Seattle Sounders       | 5 – 2     | Los Angeles F. C.    | Lumen Field                | 8 de marzo | 16:45     |
| Atlanta United         | 0 – 0     | New York Red Bulls   | Mercedes-Benz Stadium      | 8 de marzo | 19:30     |
| D. C. United           | 2 – 1     | Sporting Kansas City | Audi Field                 | 8 de marzo | 19:30     |
| F. C. Cincinnati       | 2 – 0     | Toronto F. C.        | TQL Stadium                | 8 de marzo | 19:30     |
| New England Revolution | 0 – 2     | Philadelphia Union   | Gillette Stadium           | 8 de marzo | 19:30     |
| New York City F. C.    | 2 – 1     | Orlando City S. C.   | Yankee Stadium             | 8 de marzo | 19:30     |
| Austin F. C.           | 0 – 1     | Colorado Rapids      | Q2 Stadium                 | 8 de marzo | 20:30     |
| F. C. Dallas           | 1 – 3     | Chicago Fire         | Toyota Stadium             | 8 de marzo | 20:30     |
| Nashville S. C.        | 2 – 0     | Portland Timbers     | Geodis Park                | 8 de marzo | 20:30     |
| Real Salt Lake         | 1 – 3     | San Diego F. C.      | America First Field        | 8 de marzo | 21:30     |
| Vancouver Whitecaps    | 2 – 0     | C. F. Montréal       | BC Place                   | 8 de marzo | 21:30     |
| San Jose Earthquakes   | 0 – 1     | Minnesota United     | PayPal Park                | 8 de marzo | 22:30     |
| Inter Miami            | 1 – 0     | Charlotte F. C.      | Chase Stadium              | 9 de marzo | 16:00     |
| Los Angeles Galaxy     | 0 – 3     | St. Louis City       | Dignity Health Sports Park | 9 de marzo | 19:00     |

| Jornada 4            | Jornada 4 | Jornada 4              | Jornada 4                  | Jornada 4   | Jornada 4 |
| Local                | Resultado | Visitante              | Estadio                    | Fecha       | Hora      |
| -------------------- | --------- | ---------------------- | -------------------------- | ----------- | --------- |
| New York Red Bulls   | 2 – 2     | Orlando City S. C.     | Sports Illustrated Stadium | 15 de marzo | 14:30     |
| Toronto F. C.        | 1 – 2     | Chicago Fire           | BMO Field                  | 15 de marzo | 14:30     |
| Los Angeles F. C.    | 0 – 1     | Austin F. C.           | BMO Stadium                | 15 de marzo | 15:45     |
| Charlotte F. C.      | 2 – 0     | F. C. Cincinnati       | Bank of America Stadium    | 15 de marzo | 19:30     |
| D. C. United         | 0 – 0     | C. F. Montréal         | Audi Field                 | 15 de marzo | 19:30     |
| New York City F. C.  | 2 – 1     | New England Revolution | Yankee Stadium             | 15 de marzo | 19:30     |
| Sporting Kansas City | 3 – 3     | Minnesota United       | Children's Mercy Park      | 15 de marzo | 20:15     |
| F. C. Dallas         | 0 – 1     | Vancouver Whitecaps    | Toyota Stadium             | 15 de marzo | 20:30     |
| Houston Dynamo       | 1 – 2     | Real Salt Lake         | Shell Energy Stadium       | 15 de marzo | 20:30     |
| St. Louis City       | 1 – 0     | Seattle Sounders       | Energizer Park             | 15 de marzo | 20:30     |
| San Diego F. C.      | 1 – 1     | Columbus Crew          | Snapdragon Stadium         | 15 de marzo | 22:30     |
| San Jose Earthquakes | 1 – 2     | Colorado Rapids        | PayPal Park                | 15 de marzo | 22:30     |
| Philadelphia Union   | 1 – 3     | Nashville S. C.        | Subaru Park                | 16 de marzo | 14:25     |
| Portland Timbers     | 1 – 1     | Los Angeles Galaxy     | Providence Park            | 16 de marzo | 16:45     |
| Atlanta United       | 1 – 2     | Inter Miami            | Mercedes-Benz Stadium      | 16 de marzo | 19:00     |

| Jornada 5            | Jornada 5 | Jornada 5            | Jornada 5                  | Jornada 5   | Jornada 5 |
| Local                | Resultado | Visitante            | Estadio                    | Fecha       | Hora      |
| -------------------- | --------- | -------------------- | -------------------------- | ----------- | --------- |
| F. C. Cincinnati     | 2 – 2     | Atlanta United       | TQL Stadium                | 22 de marzo | 14:30     |
| Minnesota United     | 2 – 2     | Los Angeles Galaxy   | Allianz Field              | 22 de marzo | 16:30     |
| Charlotte F. C.      | 4 – 1     | San Jose Earthquakes | Bank of America Stadium    | 22 de marzo | 19:30     |
| Columbus Crew        | 0 – 0     | New York City F. C.  | Lower.com Field            | 22 de marzo | 19:30     |
| New York Red Bulls   | 2 – 1     | Toronto F. C.        | Sports Illustrated Stadium | 22 de marzo | 19:30     |
| Orlando City S. C.   | 4 – 1     | D. C. United         | Inter&Co Stadium           | 22 de marzo | 19:30     |
| Philadelphia Union   | 1 – 0     | St. Louis City       | Subaru Park                | 22 de marzo | 19:30     |
| Nashville S. C.      | 3 – 0     | C. F. Montréal       | Geodis Park                | 22 de marzo | 20:30     |
| Sporting Kansas City | 0 – 2     | Los Angeles F. C.    | Children's Mercy Park      | 22 de marzo | 20:30     |
| Colorado Rapids      | 0 – 3     | Portland Timbers     | Dick's Sporting Goods Park | 22 de marzo | 21:30     |
| Real Salt Lake       | 0 – 1     | F. C. Dallas         | America First Field        | 22 de marzo | 21:30     |
| Seattle Sounders     | 0 – 0     | Houston Dynamo       | Lumen Field                | 22 de marzo | 22:30     |
| Vancouver Whitecaps  | 1 – 3     | Chicago Fire         | BC Place                   | 22 de marzo | 22:30     |
| Austin F. C.         | 2 – 1     | San Diego F. C.      | Q2 Stadium                 | 23 de marzo | 19:00     |

| Jornada 6              | Jornada 6 | Jornada 6            | Jornada 6                  | Jornada 6   | Jornada 6 |
| Local                  | Resultado | Visitante            | Estadio                    | Fecha       | Hora      |
| ---------------------- | --------- | -------------------- | -------------------------- | ----------- | --------- |
| New England Revolution | 2 – 1     | New York Red Bulls   | Gillette Stadium           | 29 de marzo | 14:30     |
| Toronto F. C.          | 0 – 0     | Vancouver Whitecaps  | BMO Field                  | 29 de marzo | 14:30     |
| Colorado Rapids        | 2 – 0     | Charlotte F. C.      | Dick's Sporting Goods Park | 29 de marzo | 16:30     |
| Atlanta United         | 4 – 3     | New York City F. C.  | Mercedes-Benz Stadium      | 29 de marzo | 19:30     |
| D. C. United           | 1 – 2     | Columbus Crew        | Audi Field                 | 29 de marzo | 19:30     |
| Inter Miami            | 2 – 1     | Philadelphia Union   | Chase Stadium              | 29 de marzo | 19:30     |
| Chicago Fire           | 1 – 1     | C. F. Montréal       | Soldier Field              | 29 de marzo | 20:30     |
| F. C. Dallas           | 2 – 1     | Sporting Kansas City | Toyota Stadium             | 29 de marzo | 20:30     |
| Minnesota United       | 2 – 0     | Real Salt Lake       | Allianz Field              | 29 de marzo | 20:30     |
| Nashville S. C.        | 1 – 2     | F. C. Cincinnati     | Geodis Park                | 29 de marzo | 20:30     |
| Los Angeles Galaxy     | 1 – 2     | Orlando City S. C.   | Dignity Health Sports Park | 29 de marzo | 22:30     |
| San Diego F. C.        | 3 – 2     | Los Angeles F. C.    | Snapdragon Stadium         | 29 de marzo | 22:30     |
| San Jose Earthquakes   | 1 – 1     | Seattle Sounders     | PayPal Park                | 29 de marzo | 22:30     |
| St. Louis City         | 0 – 1     | Austin F. C.         | Energizer Park             | 30 de marzo | 14:30     |
| Portland Timbers       | 3 – 1     | Houston Dynamo       | Providence Park            | 30 de marzo | 19:00     |

| Jornada 7            | Jornada 7 | Jornada 7              | Jornada 7                  | Jornada 7  | Jornada 7 |
| Local                | Resultado | Visitante              | Estadio                    | Fecha      | Hora      |
| -------------------- | --------- | ---------------------- | -------------------------- | ---------- | --------- |
| Charlotte F. C.      | 2 – 1     | Nashville S. C.        | Bank of America Stadium    | 5 de abril | 14:30     |
| Real Salt Lake       | 2 – 0     | Los Angeles Galaxy     | America First Field        | 5 de abril | 16:30     |
| Atlanta United       | 1 – 1     | F. C. Dallas           | Mercedes-Benz Stadium      | 5 de abril | 19:30     |
| Columbus Crew        | 2 – 1     | C. F. Montréal         | Lower.com Field            | 5 de abril | 19:30     |
| F. C. Cincinnati     | 1 – 0     | New England Revolution | TQL Stadium                | 5 de abril | 19:30     |
| New York Red Bulls   | 2 – 1     | Chicago Fire           | Sports Illustrated Stadium | 5 de abril | 19:30     |
| Philadelphia Union   | 0 – 0     | Orlando City S. C.     | Subaru Park                | 5 de abril | 19:30     |
| Austin F. C.         | 0 – 0     | Portland Timbers       | Q2 Stadium                 | 5 de abril | 19:45     |
| Sporting Kansas City | 2 – 0     | St. Louis City         | Children's Mercy Park      | 5 de abril | 20:30     |
| Houston Dynamo       | 1 – 0     | Los Angeles F. C.      | Shell Energy Stadium       | 5 de abril | 21:08     |
| Vancouver Whitecaps  | 2 – 0     | Colorado Rapids        | BC Place                   | 5 de abril | 21:30     |
| San Diego F. C.      | 3 – 0     | Seattle Sounders       | Snapdragon Stadium         | 5 de abril | 22:30     |
| New York City F. C.  | 1 – 2     | Minnesota United       | Yankee Stadium             | 6 de abril | 15:00     |
| San Jose Earthquakes | 6 – 1     | D. C. United           | PayPal Park                | 6 de abril | 17:00     |
| Inter Miami          | 1 – 1     | Toronto F. C.          | Chase Stadium              | 6 de abril | 19:00     |

| Jornada 8            | Jornada 8 | Jornada 8              | Jornada 8                  | Jornada 8   | Jornada 8 |
| Local                | Resultado | Visitante              | Estadio                    | Fecha       | Hora      |
| -------------------- | --------- | ---------------------- | -------------------------- | ----------- | --------- |
| Toronto F. C.        | 0 – 0     | Minnesota United       | BMO Field                  | 12 de abril | 14:30     |
| Atlanta United       | 0 – 1     | New England Revolution | Mercedes-Benz Stadium      | 12 de abril | 14:45     |
| Orlando City S. C.   | 0 – 0     | New York Red Bulls     | Inter&Co Stadium           | 12 de abril | 16:30     |
| C. F. Montréal       | 0 – 1     | Charlotte F. C.        | Saputo                     | 12 de abril | 19:30     |
| D. C. United         | 0 – 1     | F. C. Cincinnati       | Audi Field                 | 12 de abril | 19:30     |
| New York City F. C.  | 1 – 0     | Philadelphia Union     | Citi Field                 | 12 de abril | 19:30     |
| Vancouver Whitecaps  | 5 – 1     | Austin F. C.           | BC Place                   | 12 de abril | 19:30     |
| F. C. Dallas         | 0 – 1     | Seattle Sounders       | Toyota Stadium             | 12 de abril | 20:30     |
| Nashville S. C.      | 2 – 1     | Real Salt Lake         | Geodis Park                | 12 de abril | 20:30     |
| Colorado Rapids      | 3 – 2     | San Diego F. C.        | Dick's Sporting Goods Park | 12 de abril | 21:30     |
| Los Angeles Galaxy   | 1 – 1     | Houston Dynamo         | Dignity Health Sports Park | 12 de abril | 22:30     |
| Los Angeles F. C.    | 2 – 1     | San Jose Earthquakes   | BMO Stadium                | 12 de abril | 22:30     |
| Sporting Kansas City | 2 – 4     | Portland Timbers       | Children's Mercy Park      | 13 de abril | 14:15     |
| Chicago Fire         | 0 – 0     | Inter Miami            | Soldier Field              | 13 de abril | 16:30     |
| St. Louis City       | 1 – 2     | Columbus Crew          | Energizer Park             | 13 de abril | 19:00     |

| Jornada 9              | Jornada 9 | Jornada 9            | Jornada 9                  | Jornada 9   | Jornada 9 |
| Local                  | Resultado | Visitante            | Estadio                    | Fecha       | Hora      |
| ---------------------- | --------- | -------------------- | -------------------------- | ----------- | --------- |
| Austin F. C.           | 1 – 0     | Los Angeles Galaxy   | Q2 Stadium                 | 19 de abril | 13:45     |
| Columbus Crew          | 0 – 1     | Inter Miami          | Huntington Bank Field      | 19 de abril | 16:30     |
| C. F. Montréal         | 0 – 0     | Orlando City S. C.   | Saputo                     | 19 de abril | 19:30     |
| Charlotte F. C.        | 3 – 0     | San Diego F. C.      | Bank of America Stadium    | 19 de abril | 19:30     |
| New England Revolution | 2 – 0     | New York City F. C.  | Gillette Stadium           | 19 de abril | 19:30     |
| New York Red Bulls     | 1 – 2     | D. C. United         | Sports Illustrated Stadium | 19 de abril | 19:30     |
| Philadelphia Union     | 3 – 0     | Atlanta United       | Subaru Park                | 19 de abril | 19:30     |
| Seattle Sounders       | 3 – 0     | Nashville S. C.      | Lumen Field                | 19 de abril | 19:30     |
| Chicago Fire           | 2 – 3     | F. C. Cincinnati     | Soldier Field              | 19 de abril | 20:30     |
| Houston Dynamo         | 2 – 2     | Colorado Rapids      | Shell Energy Stadium       | 19 de abril | 20:30     |
| Minnesota United       | 0 – 0     | F. C. Dallas         | Allianz Field              | 19 de abril | 20:30     |
| St. Louis City         | 0 – 0     | Vancouver Whitecaps  | Energizer Park             | 19 de abril | 20:30     |
| Real Salt Lake         | 0 – 1     | Toronto F. C.        | America First Field        | 19 de abril | 21:30     |
| Portland Timbers       | 3 – 3     | Los Angeles F. C.    | Providence Park            | 19 de abril | 22:15     |
| San Jose Earthquakes   | 3 – 5     | Sporting Kansas City | PayPal Park                | 19 de abril | 22:30     |

| Jornada 10         | Jornada 10 | Jornada 10             | Jornada 10                 | Jornada 10  | Jornada 10 |
| Local              | Resultado  | Visitante              | Estadio                    | Fecha       | Hora       |
| ------------------ | ---------- | ---------------------- | -------------------------- | ----------- | ---------- |
| F. C. Cincinnati   | 2 – 1      | Sporting Kansas City   | TQL Stadium                | 26 de abril | 14:30      |
| Toronto F. C.      | 0 – 1      | New York City F. C.    | BMO Field                  | 26 de abril | 14:30      |
| New York Red Bulls | 1 – 0      | C. F. Montréal         | Sports Illustrated Stadium | 26 de abril | 16:30      |
| Philadelphia Union | 3 – 0      | D. C. United           | Subaru Park                | 26 de abril | 16:30      |
| Orlando City S. C. | 3 – 0      | Atlanta United         | Inter&Co Stadium           | 26 de abril | 19:15      |
| Charlotte F. C.    | 0 – 1      | New England Revolution | Bank of America Stadium    | 26 de abril | 19:30      |
| Columbus Crew      | 2 – 1      | San Jose Earthquakes   | Lower.com Field            | 26 de abril | 19:30      |
| San Diego F. C.    | 1 – 3      | Real Salt Lake         | Snapdragon Stadium         | 26 de abril | 19:30      |
| Houston Dynamo     | 2 – 0      | Austin F. C.           | Shell Energy Stadium       | 26 de abril | 20:30      |
| Nashville S. C.    | 7 – 2      | Chicago Fire           | Geodis Park                | 26 de abril | 20:30      |
| Colorado Rapids    | 1 – 1      | Seattle Sounders       | Dick's Sporting Goods Park | 26 de abril | 21:30      |
| Minnesota United   | 1 – 3      | Vancouver Whitecaps    | Allianz Field              | 27 de abril | 15:00      |
| Inter Miami        | 3 – 4      | F. C. Dallas           | Chase Stadium              | 27 de abril | 17:00      |
| Los Angeles F. C.  | 2 – 2      | St. Louis City         | BMO Stadium                | 27 de abril | 19:00      |
| Los Angeles Galaxy | 2 – 4      | Portland Timbers       | Dignity Health Sports Park | 27 de abril | 21:00      |

| Jornada 11           | Jornada 11 | Jornada 11             | Jornada 11            | Jornada 11 | Jornada 11 |
| Local                | Resultado  | Visitante              | Estadio               | Fecha      | Hora       |
| -------------------- | ---------- | ---------------------- | --------------------- | ---------- | ---------- |
| Atlanta United       | 1 – 1      | Nashville S. C.        | Mercedes-Benz Stadium | 3 de mayo  | 14:45      |
| Toronto F. C.        | 0 – 2      | New England Revolution | BMO Field             | 3 de mayo  | 16:30      |
| C. F. Montréal       | 1 – 2      | Philadelphia Union     | Saputo                | 3 de mayo  | 19:30      |
| Columbus Crew        | 4 – 2      | Charlotte F. C.        | Lower.com Field       | 3 de mayo  | 19:30      |
| D. C. United         | 2 – 1      | Colorado Rapids        | Audi Field            | 3 de mayo  | 19:30      |
| Inter Miami          | 4 – 1      | New York Red Bulls     | Chase Stadium         | 3 de mayo  | 19:30      |
| Austin F. C.         | 0 – 3      | Minnesota United       | Q2 Stadium            | 3 de mayo  | 20:30      |
| Chicago Fire         | 0 – 0      | Orlando City S. C.     | Soldier Field         | 3 de mayo  | 20:30      |
| San Diego F. C.      | 5 – 0      | F. C. Dallas           | Snapdragon Stadium    | 3 de mayo  | 21:15      |
| Vancouver Whitecaps  | 2 – 1      | Real Salt Lake         | BC Place              | 3 de mayo  | 21:30      |
| Los Angeles F. C.    | 2 – 0      | Houston Dynamo         | BMO Stadium           | 3 de mayo  | 22:30      |
| San Jose Earthquakes | 4 – 1      | Portland Timbers       | PayPal Park           | 3 de mayo  | 22:30      |
| Seattle Sounders     | 4 – 1      | St. Louis City         | Lumen Field           | 3 de mayo  | 22:30      |
| New York City F. C.  | 1 – 0      | F. C. Cincinnati       | Citi Field            | 4 de mayo  | 15:00      |
| Sporting Kansas City | 1 – 0      | Los Angeles Galaxy     | Children's Mercy Park | 4 de mayo  | 19:00      |

| Jornada 12          | Jornada 12 | Jornada 12             | Jornada 12                 | Jornada 12 | Jornada 12 |
| Local               | Resultado  | Visitante              | Estadio                    | Fecha      | Hora       |
| ------------------- | ---------- | ---------------------- | -------------------------- | ---------- | ---------- |
| Chicago Fire        | 2 – 1      | Atlanta United         | Soldier Field              | 10 de mayo | 14:30      |
| Minnesota United    | 4 – 1      | Inter Miami            | Allianz Field              | 10 de mayo | 16:30      |
| Toronto F. C.       | 2 – 0      | D. C. United           | BMO Field                  | 10 de mayo | 16:30      |
| F. C. Cincinnati    | 2 – 1      | Austin F. C.           | TQL Stadium                | 10 de mayo | 19:30      |
| New York City F. C. | 0 – 1      | C. F. Montréal         | Yankee Stadium             | 10 de mayo | 19:30      |
| New York Red Bulls  | 7 – 0      | Los Angeles Galaxy     | Sports Illustrated Stadium | 10 de mayo | 19:30      |
| Orlando City S. C.  | 3 – 3      | New England Revolution | Inter&Co Stadium           | 10 de mayo | 19:30      |
| Philadelphia Union  | 2 – 2      | Columbus Crew          | Subaru Park                | 10 de mayo | 19:30      |
| F. C. Dallas        | 1 – 1      | Real Salt Lake         | Toyota Stadium             | 10 de mayo | 20:30      |
| Houston Dynamo      | 1 – 3      | Seattle Sounders       | Shell Energy Stadium       | 10 de mayo | 20:30      |
| Nashville S. C.     | 2 – 1      | Charlotte F. C.        | Geodis Park                | 10 de mayo | 20:30      |
| St. Louis City      | 1 – 2      | San Diego F. C.        | Energizer Park             | 10 de mayo | 20:30      |
| Colorado Rapids     | 0 – 2      | San Jose Earthquakes   | Dick's Sporting Goods Park | 10 de mayo | 21:30      |
| Portland Timbers    | 1 – 0      | Sporting Kansas City   | Providence Park            | 10 de mayo | 22:30      |
| Vancouver Whitecaps | 2 – 2      | Los Angeles F. C.      | BC Place                   | 11 de mayo | 19:00      |

| Jornada 13           | Jornada 13 | Jornada 13           | Jornada 13           | Jornada 13 | Jornada 13 |
| Local                | Resultado  | Visitante            | Estadio              | Fecha      | Hora       |
| -------------------- | ---------- | -------------------- | -------------------- | ---------- | ---------- |
| C. F. Montréal       | 1 – 1      | Columbus Crew        | Saputo               | 14 de mayo | 19:30      |
| D. C. United         | 0 – 0      | New York City F. C.  | Audi Field           | 14 de mayo | 19:30      |
| Orlando City S. C.   | 3 – 1      | Charlotte F. C.      | Inter&Co Stadium     | 14 de mayo | 19:30      |
| Philadelphia Union   | 3 – 2      | Los Angeles Galaxy   | Subaru Park          | 14 de mayo | 19:30      |
| Toronto F. C.        | 0 – 1      | F. C. Cincinnati     | BMO Field            | 14 de mayo | 19:30      |
| Houston Dynamo       | 2 – 0      | Minnesota United     | Shell Energy Stadium | 14 de mayo | 20:30      |
| Nashville S. C.      | 2 – 1      | New York Red Bulls   | Geodis Park          | 14 de mayo | 20:30      |
| St. Louis City       | 2 – 2      | Sporting Kansas City | Energizer Park       | 14 de mayo | 20:45      |
| Austin F. C.         | 1 – 1      | Atlanta United       | Q2 Stadium           | 14 de mayo | 21:00      |
| Real Salt Lake       | 0 – 0      | Portland Timbers     | America First Field  | 14 de mayo | 21:30      |
| Los Angeles F. C.    | 4 – 0      | Seattle Sounders     | BMO Stadium          | 14 de mayo | 22:30      |
| San Diego F. C.      | 2 – 0      | Colorado Rapids      | Snapdragon Stadium   | 14 de mayo | 22:30      |
| San Jose Earthquakes | 3 – 3      | Inter Miami          | PayPal Park          | 14 de mayo | 22:30      |

| Jornada 14             | Jornada 14 | Jornada 14           | Jornada 14                 | Jornada 14 | Jornada 14 |
| Local                  | Resultado  | Visitante            | Estadio                    | Fecha      | Hora       |
| ---------------------- | ---------- | -------------------- | -------------------------- | ---------- | ---------- |
| C. F. Montréal         | 1 – 6      | Toronto F. C.        | Saputo                     | 17 de mayo | 14:30      |
| New York City F. C.    | 2 – 0      | New York Red Bulls   | Citi Field                 | 17 de mayo | 16:30      |
| Columbus Crew          | 1 – 1      | F. C. Cincinnati     | Lower.com Field            | 17 de mayo | 19:15      |
| Atlanta United         | 0 – 1      | Philadelphia Union   | Mercedes-Benz Stadium      | 17 de mayo | 19:30      |
| Charlotte F. C.        | 1 – 4      | Chicago Fire         | Bank of America Stadium    | 17 de mayo | 19:30      |
| New England Revolution | 0 – 0      | San Jose Earthquakes | Gillette Stadium           | 17 de mayo | 19:30      |
| Austin F. C.           | 0 – 0      | Vancouver Whitecaps  | Q2 Stadium                 | 17 de mayo | 20:30      |
| F. C. Dallas           | 0 – 2      | Houston Dynamo       | Toyota Stadium             | 17 de mayo | 20:30      |
| Minnesota United       | 3 – 0      | St. Louis City       | Allianz Field              | 17 de mayo | 20:30      |
| Nashville S. C.        | 0 – 0      | D. C. United         | Geodis Park                | 17 de mayo | 20:30      |
| Colorado Rapids        | 1 – 0      | Real Salt Lake       | Dick's Sporting Goods Park | 17 de mayo | 21:30      |
| Portland Timbers       | 1 – 1      | Seattle Sounders     | Providence Park            | 17 de mayo | 21:30      |
| San Diego F. C.        | 0 – 0      | Sporting Kansas City | Snapdragon Stadium         | 17 de mayo | 22:30      |
| Inter Miami            | 0 – 3      | Orlando City S. C.   | Chase Stadium              | 18 de mayo | 19:00      |
| Los Angeles Galaxy     | 2 – 2      | Los Angeles F. C.    | Dignity Health Sports Park | 18 de mayo | 21:00      |

| Jornada 15           | Jornada 15 | Jornada 15             | Jornada 15                 | Jornada 15 | Jornada 15 |
| Local                | Resultado  | Visitante              | Estadio                    | Fecha      | Hora       |
| -------------------- | ---------- | ---------------------- | -------------------------- | ---------- | ---------- |
| Seattle Sounders     | 1 – 0      | F. C. Dallas           | Lumen Field                | 24 de mayo | 15:00      |
| San Diego F. C.      | 2 – 1      | Los Angeles Galaxy     | Snapdragon Stadium         | 24 de mayo | 16:45      |
| C. F. Montréal       | 2 – 2      | Los Angeles F. C.      | Saputo                     | 24 de mayo | 19:30      |
| Charlotte F. C.      | 3 – 2      | Columbus Crew          | Bank of America Stadium    | 24 de mayo | 19:30      |
| D. C. United         | 0 – 2      | New York Red Bulls     | Audi Field                 | 24 de mayo | 19:30      |
| Orlando City S. C.   | 1 – 0      | Portland Timbers       | Inter&Co Stadium           | 24 de mayo | 19:30      |
| Philadelphia Union   | 3 – 3      | Inter Miami            | Subaru Park                | 24 de mayo | 19:30      |
| Toronto F. C.        | 1 – 2      | Nashville S. C.        | BMO Field                  | 24 de mayo | 19:30      |
| Minnesota United     | 1 – 1      | Austin F. C.           | Allianz Field              | 24 de mayo | 20:30      |
| Sporting Kansas City | 3 – 3      | New England Revolution | Children's Mercy Park      | 24 de mayo | 20:30      |
| Colorado Rapids      | 1 – 0      | St. Louis City         | Dick's Sporting Goods Park | 24 de mayo | 21:30      |
| Real Salt Lake       | 2 – 3      | Vancouver Whitecaps    | America First Field        | 24 de mayo | 21:30      |
| San Jose Earthquakes | 3 – 3      | Houston Dynamo         | PayPal Park                | 24 de mayo | 22:30      |
| New York City F. C.  | 3 – 1      | Chicago Fire           | Yankee Stadium             | 25 de mayo | 15:00      |
| Atlanta United       | 4 – 2      | F. C. Cincinnati       | Mercedes-Benz Stadium      | 25 de mayo | 19:00      |

| Jornada 16          | Jornada 16 | Jornada 16             | Jornada 16                 | Jornada 16 | Jornada 16 |
| Local               | Resultado  | Visitante              | Estadio                    | Fecha      | Hora       |
| ------------------- | ---------- | ---------------------- | -------------------------- | ---------- | ---------- |
| Atlanta United      | 3 – 2      | Orlando City S. C.     | Mercedes-Benz Stadium      | 28 de mayo | 19:30      |
| D. C. United        | 1 – 1      | New England Revolution | Audi Field                 | 28 de mayo | 19:30      |
| F. C. Cincinnati    | 3 – 3      | F. C. Dallas           | TQL Stadium                | 28 de mayo | 19:30      |
| Inter Miami         | 4 – 2      | C. F. Montréal         | Chase Stadium              | 28 de mayo | 19:30      |
| New York City F. C. | 0 – 3      | Houston Dynamo         | Yankee Stadium             | 28 de mayo | 19:30      |
| New York Red Bulls  | 4 – 2      | Charlotte F. C.        | Sports Illustrated Stadium | 28 de mayo | 19:30      |
| Toronto F. C.       | 1 – 2      | Philadelphia Union     | BMO Field                  | 28 de mayo | 19:30      |
| Columbus Crew       | 2 – 2      | Nashville S. C.        | Lower.com Field            | 28 de mayo | 20:00      |
| Austin F. C.        | 1 – 1      | Real Salt Lake         | Q2 Stadium                 | 28 de mayo | 20:30      |
| Seattle Sounders    | 1 – 0      | San Diego F. C.        | Lumen Field                | 28 de mayo | 20:30      |
| Los Angeles Galaxy  | 0 – 1      | San Jose Earthquakes   | Dignity Health Sports Park | 28 de mayo | 22:15      |
| Portland Timbers    | 2 – 1      | Colorado Rapids        | Providence Park            | 28 de mayo | 22:30      |
| Vancouver Whitecaps | 0 – 0      | Minnesota United       | BC Place                   | 28 de mayo | 22:30      |

| Jornada 17         | Jornada 17 | Jornada 17             | Jornada 17                 | Jornada 17 | Jornada 17 |
| Local              | Resultado  | Visitante              | Estadio                    | Fecha      | Hora       |
| ------------------ | ---------- | ---------------------- | -------------------------- | ---------- | ---------- |
| St. Louis City     | 2 – 1      | San Jose Earthquakes   | Energizer Park             | 31 de mayo | 14:30      |
| Nashville S. C.    | 2 – 2      | New York City F. C.    | Geodis Park                | 31 de mayo | 16:30      |
| C. F. Montréal     | 0 – 3      | New England Revolution | Saputo                     | 31 de mayo | 19:30      |
| F. C. Cincinnati   | 1 – 2      | D. C. United           | TQL Stadium                | 31 de mayo | 19:30      |
| Inter Miami        | 5 – 1      | Columbus Crew          | Chase Stadium              | 31 de mayo | 19:30      |
| New York Red Bulls | 2 – 0      | Atlanta United         | Sports Illustrated Stadium | 31 de mayo | 19:30      |
| Orlando City S. C. | 1 – 3      | Chicago Fire           | Inter&Co Stadium           | 31 de mayo | 19:30      |
| Toronto F. C.      | 0 – 2      | Charlotte F. C.        | BMO Field                  | 31 de mayo | 19:30      |
| F. C. Dallas       | 0 – 0      | Philadelphia Union     | Toyota Stadium             | 31 de mayo | 20:30      |
| Houston Dynamo     | 1 – 3      | Sporting Kansas City   | Shell Energy Stadium       | 31 de mayo | 20:30      |
| Los Angeles Galaxy | 2 – 0      | Real Salt Lake         | Dignity Health Sports Park | 31 de mayo | 22:30      |
| San Diego F. C.    | 2 – 0      | Austin F. C.           | Snapdragon Stadium         | 31 de mayo | 22:30      |
| Seattle Sounders   | 2 – 3      | Minnesota United       | Lumen Field                | 1 de junio | 18:00      |

| Jornada 18             | Jornada 18 | Jornada 18           | Jornada 18                 | Jornada 18  | Jornada 18 |
| Local                  | Resultado  | Visitante            | Estadio                    | Fecha       | Hora       |
| ---------------------- | ---------- | -------------------- | -------------------------- | ----------- | ---------- |
| D. C. United           | 1 – 7      | Chicago Fire         | Audi Field                 | 7 de junio  | 19:30      |
| Colorado Rapids        | 0 – 2      | Austin F. C.         | Dick's Sporting Goods Park | 7 de junio  | 21:30      |
| Portland Timbers       | 2 – 1      | St. Louis City       | Providence Park            | 8 de junio  | 19:00      |
| Vancouver Whitecaps    | 3 – 0      | Seattle Sounders     | BC Place                   | 8 de junio  | 21:00      |
| Los Angeles F. C.      | 3 – 1      | Sporting Kansas City | BMO Stadium                | 8 de junio  | 21:00      |
| New York City F. C.    | 4 – 0      | Atlanta United       | Yankee Stadium             | 12 de junio | 19:30      |
| Portland Timbers       | 1 – 1      | San Jose Earthquakes | Providence Park            | 13 de junio | 22:45      |
| St. Louis City         | 3 – 3      | Los Angeles Galaxy   | Energizer Park             | 14 de junio | 16:45      |
| Columbus Crew          | 2 – 1      | Vancouver Whitecaps  | Lower.com Field            | 14 de junio | 19:30      |
| New England Revolution | 0 – 1      | F. C. Cincinnati     | Gillette Stadium           | 14 de junio | 19:30      |
| Philadelphia Union     | 2 – 1      | Charlotte F. C.      | Subaru Park                | 14 de junio | 19:30      |
| Austin F. C.           | 2 – 1      | New York Red Bulls   | Q2 Stadium                 | 14 de junio | 20:30      |
| Chicago Fire           | 0 – 2      | Nashville S. C.      | Soldier Field              | 14 de junio | 20:30      |
| Houston Dynamo         | 1 – 3      | C. F. Montréal       | Shell Energy Stadium       | 14 de junio | 20:30      |
| Minnesota United       | 2 – 4      | San Diego F. C.      | Allianz Field              | 14 de junio | 20:30      |
| Sporting Kansas City   | 2 – 4      | F. C. Dallas         | Children's Mercy Park      | 14 de junio | 20:30      |
| Colorado Rapids        | 0 – 1      | Orlando City S. C.   | Dick's Sporting Goods Park | 14 de junio | 21:30      |
| Real Salt Lake         | 2 – 0      | D. C. United         | America First Field        | 14 de junio | 21:30      |

| Jornada 19             | Jornada 19 | Jornada 19           | Jornada 19                 | Jornada 19  | Jornada 19 |
| Local                  | Resultado  | Visitante            | Estadio                    | Fecha       | Hora       |
| ---------------------- | ---------- | -------------------- | -------------------------- | ----------- | ---------- |
| C. F. Montréal         | 1 – 3      | F. C. Cincinnati     | Saputo                     | 25 de junio | 19:30      |
| Columbus Crew          | 3 – 1      | Atlanta United       | Lower.com Field            | 25 de junio | 19:30      |
| New England Revolution | 2 – 3      | Nashville S. C.      | Gillette Stadium           | 25 de junio | 19:30      |
| Toronto F. C.          | 1 – 1      | New York Red Bulls   | BMO Field                  | 25 de junio | 19:30      |
| Chicago Fire           | 0 – 1      | Philadelphia Union   | Soldier Field              | 25 de junio | 20:30      |
| F. C. Dallas           | 2 – 4      | San Jose Earthquakes | Toyota Stadium             | 25 de junio | 20:30      |
| Minnesota United       | 3 – 1      | Houston Dynamo       | Allianz Field              | 25 de junio | 20:30      |
| Sporting Kansas City   | 2 – 1      | Charlotte F. C.      | Children's Mercy Park      | 25 de junio | 20:30      |
| St. Louis City         | 2 – 4      | Orlando City S. C.   | Energizer Park             | 25 de junio | 20:30      |
| Colorado Rapids        | 2 – 0      | Los Angeles Galaxy   | Dick's Sporting Goods Park | 25 de junio | 21:30      |
| Vancouver Whitecaps    | 3 – 5      | San Diego F. C.      | BC Place                   | 25 de junio | 22:30      |

| Jornada 20             | Jornada 20 | Jornada 20          | Jornada 20                 | Jornada 20  | Jornada 20 |
| Local                  | Resultado  | Visitante           | Estadio                    | Fecha       | Hora       |
| ---------------------- | ---------- | ------------------- | -------------------------- | ----------- | ---------- |
| C. F. Montréal         | 1 – 0      | New York City F. C. | Saputo                     | 28 de junio | 19:30      |
| D. C. United           | 0 – 1      | Nashville S. C.     | Audi Field                 | 28 de junio | 19:30      |
| New England Revolution | 3 – 3      | Colorado Rapids     | Gillette Stadium           | 28 de junio | 19:30      |
| New York Red Bulls     | 2 – 2      | Minnesota United    | Sports Illustrated Stadium | 28 de junio | 19:30      |
| Orlando City S. C.     | 1 – 2      | F. C. Cincinnati    | Inter&Co Stadium           | 28 de junio | 19:30      |
| Toronto F. C.          | 3 – 0      | Portland Timbers    | BMO Field                  | 28 de junio | 19:30      |
| Chicago Fire           | 3 – 2      | Charlotte F. C.     | Soldier Field              | 28 de junio | 20:30      |
| F. C. Dallas           | 2 – 3      | San Diego F. C.     | Toyota Stadium             | 28 de junio | 20:30      |
| Houston Dynamo         | 1 – 0      | St. Louis City      | Shell Energy Stadium       | 28 de junio | 20:30      |
| Sporting Kansas City   | 1 – 1      | Real Salt Lake      | Children's Mercy Park      | 28 de junio | 20:30      |
| San Jose Earthquakes   | 1 – 1      | Los Angeles Galaxy  | Stanford Stadium           | 28 de junio | 22:30      |
| Seattle Sounders       | 2 – 0      | Austin F. C.        | Lumen Field                | 28 de junio | 22:30      |
| Columbus Crew          | 1 – 0      | Philadelphia Union  | Lower.com Field            | 29 de junio | 18:00      |
| Los Angeles F. C.      | 0 – 1      | Vancouver Whitecaps | BMO Stadium                | 29 de junio | 21:30      |

| Jornada 21           | Jornada 21 | Jornada 21             | Jornada 21                 | Jornada 21 | Jornada 21 |
| Local                | Resultado  | Visitante              | Estadio                    | Fecha      | Hora       |
| -------------------- | ---------- | ---------------------- | -------------------------- | ---------- | ---------- |
| New York City F. C.  | 3 – 1      | Toronto F. C.          | Yankee Stadium             | 3 de julio | 19:30      |
| F. C. Dallas         | 1 – 2      | Minnesota United       | Toyota Stadium             | 4 de julio | 20:45      |
| Colorado Rapids      | 1 – 2      | Sporting Kansas City   | Dick's Sporting Goods Park | 4 de julio | 21:30      |
| Los Angeles Galaxy   | 3 – 0      | Vancouver Whitecaps    | Dignity Health Sports Park | 4 de julio | 22:30      |
| Charlotte F. C.      | 2 – 2      | Orlando City S. C.     | Bank of America Stadium    | 5 de julio | 19:15      |
| C. F. Montréal       | 1 – 4      | Inter Miami            | Saputo                     | 5 de julio | 19:30      |
| D. C. United         | 0 – 0      | Atlanta United         | Audi Field                 | 5 de julio | 19:30      |
| F. C. Cincinnati     | 2 – 1      | Chicago Fire           | TQL Stadium                | 5 de julio | 19:30      |
| Nashville S. C.      | 1 – 0      | Philadelphia Union     | Geodis Park                | 5 de julio | 20:30      |
| Real Salt Lake       | 3 – 2      | St. Louis City         | America First Field        | 5 de julio | 21:30      |
| Portland Timbers     | 2 – 1      | New England Revolution | Providence Park            | 5 de julio | 22:30      |
| San Diego F. C.      | 3 – 4      | Houston Dynamo         | Snapdragon Stadium         | 5 de julio | 22:30      |
| San Jose Earthquakes | 1 – 1      | New York Red Bulls     | PayPal Park                | 5 de julio | 22:30      |
| Seattle Sounders     | 1 – 1      | Columbus Crew          | Lumen Field                | 6 de julio | 17:00      |

| Jornada 22             | Jornada 22 | Jornada 22             | Jornada 22                 | Jornada 22  | Jornada 22 |
| Local                  | Resultado  | Visitante              | Estadio                    | Fecha       | Hora       |
| ---------------------- | ---------- | ---------------------- | -------------------------- | ----------- | ---------- |
| New England Revolution | 1 – 2      | Inter Miami            | Gillette Stadium           | 9 de julio  | 19:30      |
| Los Angeles F. C.      | 3 – 0      | Colorado Rapids        | BMO Stadium                | 9 de julio  | 22:25      |
| Charlotte F. C.        | 2 – 0      | New York City F. C.    | Bank of America Stadium    | 12 de julio | 19:30      |
| F. C. Cincinnati       | 2 – 4      | Columbus Crew          | TQL Stadium                | 12 de julio | 19:30      |
| Orlando City S. C.     | 1 – 1      | C. F. Montréal         | Inter&Co Stadium           | 12 de julio | 19:30      |
| Philadelphia Union     | 2 – 0      | New York Red Bulls     | Subaru Park                | 12 de julio | 19:30      |
| Toronto F. C.          | 1 – 1      | Atlanta United         | BMO Field                  | 12 de julio | 19:30      |
| Inter Miami            | 2 – 1      | Nashville S. C.        | Chase Stadium              | 12 de julio | 19:45      |
| Austin F. C.           | 0 – 0      | New England Revolution | Q2 Stadium                 | 12 de julio | 20:30      |
| Chicago Fire           | 1 – 2      | San Diego F. C.        | Soldier Field              | 12 de julio | 20:30      |
| Minnesota United       | 4 – 1      | San Jose Earthquakes   | Allianz Field              | 12 de julio | 20:30      |
| Sporting Kansas City   | 2 – 3      | Seattle Sounders       | Children's Mercy Park      | 12 de julio | 20:30      |
| Colorado Rapids        | 3 – 0      | Vancouver Whitecaps    | Dick's Sporting Goods Park | 12 de julio | 21:30      |
| Real Salt Lake         | 1 – 0      | Houston Dynamo         | America First Field        | 12 de julio | 21:30      |
| Los Angeles F. C.      | 2 – 0      | F. C. Dallas           | BMO Stadium                | 12 de julio | 22:30      |
| Los Angeles Galaxy     | 2 – 1      | D. C. United           | Dignity Health Sports Park | 12 de julio | 22:30      |
| St. Louis City         | 2 – 1      | Portland Timbers       | Energizer Park             | 13 de julio | 19:00      |

| Jornada 23           | Jornada 23 | Jornada 23             | Jornada 23                 | Jornada 23  | Jornada 23 |
| Local                | Resultado  | Visitante              | Estadio                    | Fecha       | Hora       |
| -------------------- | ---------- | ---------------------- | -------------------------- | ----------- | ---------- |
| Atlanta United       | 2 – 2      | Chicago Fire           | Mercedes-Benz Stadium      | 16 de julio | 19:30      |
| Charlotte F. C.      | 2 – 1      | D. C. United           | Bank of America Stadium    | 16 de julio | 19:30      |
| F. C. Cincinnati     | 3 – 0      | Inter Miami            | TQL Stadium                | 16 de julio | 19:30      |
| New York Red Bulls   | 5 – 3      | New England Revolution | Sports lllustrated Stadium | 16 de julio | 19:30      |
| Orlando City S. C.   | 1 – 2      | New York City F. C.    | Inter&Co Stadium           | 16 de julio | 19:30      |
| Philadelphia Union   | 2 – 1      | C. F. Montréal         | Subaru Park                | 16 de julio | 19:30      |
| Houston Dynamo       | 0 – 3      | Vancouver Whitecaps    | Shell Energy Stadium       | 16 de julio | 20:30      |
| Minnesota United     | 0 – 1      | Los Angeles F. C.      | Allianz Field              | 16 de julio | 20:30      |
| Nashville S. C.      | 3 – 0      | Columbus Crew          | Geodis Park                | 16 de julio | 20:30      |
| Seattle Sounders     | 3 – 3      | Colorado Rapids        | Lumen Field                | 16 de julio | 22:00      |
| Los Angeles Galaxy   | 1 – 2      | Austin F. C.           | Dignity Health Sports Park | 16 de julio | 22:30      |
| Portland Timbers     | 0 – 1      | Real Salt Lake         | Providence Park            | 16 de julio | 22:30      |
| San Diego F. C.      | 0 – 1      | Toronto F. C.          | Snapdragon Stadium         | 16 de julio | 22:30      |
| San Jose Earthquakes | 2 – 2      | F. C. Dallas           | PayPal Park                | 16 de julio | 22:30      |

| Jornada 24             | Jornada 24 | Jornada 24           | Jornada 24                 | Jornada 24  | Jornada 24 |
| Local                  | Resultado  | Visitante            | Estadio                    | Fecha       | Hora       |
| ---------------------- | ---------- | -------------------- | -------------------------- | ----------- | ---------- |
| Atlanta United         | 2 – 3      | Charlotte F. C.      | Mercedes-Benz Stadium      | 19 de julio | 19:30      |
| C. F. Montréal         | 0 – 2      | Chicago Fire         | Saputo                     | 19 de julio | 19:30      |
| Columbus Crew          | 2 – 1      | D. C. United         | Lower.com Field            | 19 de julio | 19:30      |
| New England Revolution | 1 – 2      | Orlando City S. C.   | Gillette Stadium           | 19 de julio | 19:30      |
| New York Red Bulls     | 1 – 5      | Inter Miami          | Sports Illustrated Stadium | 19 de julio | 19:30      |
| F. C. Dallas           | 3 – 0      | St. Louis City       | Toyota Stadium             | 19 de julio | 20:30      |
| Houston Dynamo         | 1 – 1      | Philadelphia Union   | Shell Energy Stadium       | 19 de julio | 20:30      |
| Nashville S. C.        | 1 – 0      | Toronto F. C.        | Geodis Park                | 19 de julio | 20:30      |
| Seattle Sounders       | 3 – 2      | San Jose Earthquakes | Lumen Field                | 19 de julio | 20:30      |
| Sporting Kansas City   | 1 – 1      | New York City F. C.  | Children's Mercy Park      | 19 de julio | 20:30      |
| Real Salt Lake         | 0 – 1      | F. C. Cincinnati     | America First Field        | 19 de julio | 21:30      |
| Los Angeles F. C.      | 3 – 3      | Los Angeles Galaxy   | BMO Stadium                | 19 de julio | 22:30      |
| Portland Timbers       | 1 – 1      | Minnesota United     | Providence Park            | 19 de julio | 22:30      |
| San Diego F. C.        | 1 – 1      | Vancouver Whitecaps  | Snapdragon Stadium         | 19 de julio | 22:30      |

| Jornada 25             | Jornada 25 | Jornada 25           | Jornada 25              | Jornada 25  | Jornada 25 |
| Local                  | Resultado  | Visitante            | Estadio                 | Fecha       | Hora       |
| ---------------------- | ---------- | -------------------- | ----------------------- | ----------- | ---------- |
| Columbus Crew          | 1 – 3      | Orlando City S. C.   | Lower.com Field         | 25 de julio | 19:30      |
| New England Revolution | 1 – 3      | C. F. Montréal       | Gillette Stadium        | 25 de julio | 19:30      |
| F. C. Dallas           | 3 – 4      | New York City F. C.  | Toyota Stadium          | 25 de julio | 20:30      |
| Los Angeles F. C.      | 0 – 1      | Portland Timbers     | BMO Stadium             | 25 de julio | 22:30      |
| San Diego F. C.        | 1 – 0      | Nashville S. C.      | Snapdragon Stadium      | 25 de julio | 22:30      |
| Inter Miami            | 0 – 0      | F. C. Cincinnati     | Chase Stadium           | 26 de julio | 19:15      |
| Atlanta United         | 2 – 2      | Seattle Sounders     | Mercedes-Benz Stadium   | 26 de julio | 19:30      |
| Charlotte F. C.        | 2 – 0      | Toronto F. C.        | Bank of America Stadium | 26 de julio | 19:30      |
| D. C. United           | 2 – 4      | Austin F. C.         | Audi Field              | 26 de julio | 19:30      |
| Philadelphia Union     | 3 – 1      | Colorado Rapids      | Subaru Park             | 26 de julio | 19:30      |
| Chicago Fire           | 1 – 0      | New York Red Bulls   | Soldier Field           | 26 de julio | 20:30      |
| St. Louis City         | 1 – 2      | Minnesota United     | Energizer Park          | 26 de julio | 20:30      |
| Real Salt Lake         | 2 – 1      | San Jose Earthquakes | America First Field     | 26 de julio | 21:30      |
| Vancouver Whitecaps    | 3 – 0      | Sporting Kansas City | BC Place                | 26 de julio | 22:30      |

| Jornada 26             | Jornada 26 | Jornada 26          | Jornada 26                 | Jornada 26   | Jornada 26 |
| Local                  | Resultado  | Visitante           | Estadio                    | Fecha        | Hora       |
| ---------------------- | ---------- | ------------------- | -------------------------- | ------------ | ---------- |
| C. F. Montréal         | 1 – 1      | Atlanta United      | Saputo                     | 9 de agosto  | 19:30      |
| New England Revolution | 2 – 0      | D. C. United        | Gillette Stadium           | 9 de agosto  | 19:30      |
| Philadelphia Union     | 1 – 1      | Toronto F. C.       | Subaru Park                | 9 de agosto  | 19:30      |
| Austin F. C.           | 2 – 2      | Houston Dynamo      | Q2 Stadium                 | 9 de agosto  | 20:30      |
| Chicago Fire           | 2 – 2      | Los Angeles F. C.   | SeatGeek Stadium           | 9 de agosto  | 20:30      |
| F. C. Dallas           | 2 – 0      | Portland Timbers    | Toyota Stadium             | 9 de agosto  | 20:30      |
| St. Louis City         | 3 – 1      | Nashville S. C.     | Energizer Park             | 9 de agosto  | 20:30      |
| Sporting Kansas City   | 0 – 2      | San Diego F. C.     | Children's Mercy Park      | 9 de agosto  | 20:45      |
| San Jose Earthquakes   | 2 – 1      | Vancouver Whitecaps | PayPal Park                | 9 de agosto  | 22:30      |
| F. C. Cincinnati       | 0 – 1      | Charlotte F. C.     | TQL Stadium                | 10 de agosto | 18:00      |
| Minnesota United       | 1 – 2      | Colorado Rapids     | Allianz Field              | 10 de agosto | 18:00      |
| New York Red Bulls     | 2 – 1      | Real Salt Lake      | Sports Illustrated Stadium | 10 de agosto | 18:00      |
| Orlando City S. C.     | 4 – 1      | Inter Miami         | Inter&Co Stadium           | 10 de agosto | 20:00      |
| Los Angeles Galaxy     | 0 – 4      | Seattle Sounders    | Dignity Health Sports Park | 10 de agosto | 22:00      |

| Jornada 27             | Jornada 27 | Jornada 27           | Jornada 27                 | Jornada 27   | Jornada 27 |
| Local                  | Resultado  | Visitante            | Estadio                    | Fecha        | Hora       |
| ---------------------- | ---------- | -------------------- | -------------------------- | ------------ | ---------- |
| C. F. Montréal         | 1 – 1      | D. C. United         | Saputo                     | 16 de agosto | 19:30      |
| Charlotte F. C.        | 1 – 0      | Real Salt Lake       | Bank of America Stadium    | 16 de agosto | 19:30      |
| Inter Miami            | 3 – 1      | Los Angeles Galaxy   | Chase Stadium              | 16 de agosto | 19:30      |
| New England Revolution | 0 – 2      | Los Angeles F. C.    | Gillette Stadium           | 16 de agosto | 19:30      |
| New York Red Bulls     | 1 – 0      | Philadelphia Union   | Sports Illustrated Stadium | 16 de agosto | 19:30      |
| Orlando City S. C.     | 3 – 1      | Sporting Kansas City | Inter&Co Stadium           | 16 de agosto | 19:30      |
| Toronto F. C.          | 1 – 1      | Columbus Crew        | BMO Field                  | 16 de agosto | 19:30      |
| Austin F. C.           | 1 – 1      | F. C. Dallas         | Q2 Stadium                 | 16 de agosto | 20:30      |
| Chicago Fire           | 3 – 2      | St. Louis City       | SeatGeek Stadium           | 16 de agosto | 20:30      |
| Minnesota United       | 1 – 0      | Seattle Sounders     | Allianz Field              | 16 de agosto | 20:30      |
| Colorado Rapids        | 3 – 1      | Atlanta United       | Dick's Sporting Goods Park | 16 de agosto | 21:30      |
| Portland Timbers       | 2 – 3      | F. C. Cincinnati     | Providence Park            | 16 de agosto | 22:30      |
| New York City F. C.    | 2 – 1      | Nashville S. C.      | Yankee Stadium             | 17 de agosto | 17:00      |
| San Jose Earthquakes   | 1 – 2      | San Diego F. C.      | PayPal Park                | 17 de agosto | 19:00      |
| Vancouver Whitecaps    | 1 – 1      | Houston Dynamo       | BC Place                   | 17 de agosto | 21:00      |

| Jornada 28 | Jornada 28 | Jornada 28 | Jornada 28 | Jornada 28 | Jornada 28 |
| Local      | Resultado  | Visitante  | Estadio    | Fecha      | Hora       |
| ---------- | ---------- | ---------- | ---------- | ---------- | ---------- |
|            | –          |            |            |            | :          |
|            | –          |            |            |            | :          |
|            | –          |            |            |            | :          |
|            | –          |            |            |            | :          |
|            | –          |            |            |            | :          |
|            | –          |            |            |            | :          |
|            | –          |            |            |            | :          |
|            | –          |            |            |            | :          |
|            | –          |            |            |            | :          |
|            | –          |            |            |            | :          |
|            | –          |            |            |            | :          |
|            | –          |            |            |            | :          |
|            | –          |            |            |            | :          |
|            | –          |            |            |            | :          |
|            | –          |            |            |            | :          |

| Jornada 29 | Jornada 29 | Jornada 29 | Jornada 29 | Jornada 29 | Jornada 29 |
| Local      | Resultado  | Visitante  | Estadio    | Fecha      | Hora       |
| ---------- | ---------- | ---------- | ---------- | ---------- | ---------- |
|            | –          |            |            |            | :          |
|            | –          |            |            |            | :          |
|            | –          |            |            |            | :          |
|            | –          |            |            |            | :          |
|            | –          |            |            |            | :          |
|            | –          |            |            |            | :          |
|            | –          |            |            |            | :          |
|            | –          |            |            |            | :          |
|            | –          |            |            |            | :          |
|            | –          |            |            |            | :          |
|            | –          |            |            |            | :          |
|            | –          |            |            |            | :          |
|            | –          |            |            |            | :          |
|            | –          |            |            |            | :          |
|            | –          |            |            |            | :          |

| Jornada 30 | Jornada 30 | Jornada 30 | Jornada 30 | Jornada 30 | Jornada 30 |
| Local      | Resultado  | Visitante  | Estadio    | Fecha      | Hora       |
| ---------- | ---------- | ---------- | ---------- | ---------- | ---------- |
|            | –          |            |            |            | :          |
|            | –          |            |            |            | :          |
|            | –          |            |            |            | :          |
|            | –          |            |            |            | :          |
|            | –          |            |            |            | :          |
|            | –          |            |            |            | :          |
|            | –          |            |            |            | :          |
|            | –          |            |            |            | :          |
|            | –          |            |            |            | :          |
|            | –          |            |            |            | :          |
|            | –          |            |            |            | :          |
|            | –          |            |            |            | :          |
|            | –          |            |            |            | :          |
|            | –          |            |            |            | :          |
|            | –          |            |            |            | :          |

| Jornada 31 | Jornada 31 | Jornada 31 | Jornada 31 | Jornada 31 | Jornada 31 |
| Local      | Resultado  | Visitante  | Estadio    | Fecha      | Hora       |
| ---------- | ---------- | ---------- | ---------- | ---------- | ---------- |
|            | –          |            |            |            | :          |
|            | –          |            |            |            | :          |
|            | –          |            |            |            | :          |
|            | –          |            |            |            | :          |
|            | –          |            |            |            | :          |
|            | –          |            |            |            | :          |
|            | –          |            |            |            | :          |
|            | –          |            |            |            | :          |
|            | –          |            |            |            | :          |
|            | –          |            |            |            | :          |
|            | –          |            |            |            | :          |
|            | –          |            |            |            | :          |
|            | –          |            |            |            | :          |
|            | –          |            |            |            | :          |
|            | –          |            |            |            | :          |

| Jornada 32 | Jornada 32 | Jornada 32 | Jornada 32 | Jornada 32 | Jornada 32 |
| Local      | Resultado  | Visitante  | Estadio    | Fecha      | Hora       |
| ---------- | ---------- | ---------- | ---------- | ---------- | ---------- |
|            | –          |            |            |            | :          |
|            | –          |            |            |            | :          |
|            | –          |            |            |            | :          |
|            | –          |            |            |            | :          |
|            | –          |            |            |            | :          |
|            | –          |            |            |            | :          |
|            | –          |            |            |            | :          |
|            | –          |            |            |            | :          |
|            | –          |            |            |            | :          |
|            | –          |            |            |            | :          |
|            | –          |            |            |            | :          |
|            | –          |            |            |            | :          |
|            | –          |            |            |            | :          |
|            | –          |            |            |            | :          |
|            | –          |            |            |            | :          |

## Play-offs
Dieciocho equipos disputarán los playoffs de la MLS 2025. La primera ronda enfrentará en series al mejor de tres a los siete primeros clasificados de cada conferencia y al campeón de la ronda de comodines, que se decidirá entre los octavos y novenos lugares. Las semifinales y la final de conferencia, así como la gran final de la MLS Cup, se jugarán a partido único, con la localía a favor del equipo mejor ubicado en la tabla. El torneo arrancará en octubre y culminará en diciembre con la final de la MLS Cup.
- En la ronda wild card, si el partido termina empatado se ejecutará directamente una tanda de penales, sin prórroga previa.
- En la primera ronda, todos los encuentros tendrán un ganador, si el partido termina empatado se ejecutará directamente una tanda de penales, sin prórroga previa. El primer equipo en conseguir dos victorias avanza de fase, en caso de necesitar un tercer partido se jugará en el estadio del equipo mejor ubicado. No se tomarán en consideración los goles de visitante ni el marcador global.
- Para las siguientes rondas de partido único, el equipo mejor ubicado tendrá la sede del encuentro. En caso de empate en los 90 minutos se jugarán dos tiempos extra de 15 minutos y si persiste el empate una tanda de penales de ser necesario.

## Estadísticas

### Goleadores
- Actualizado el 19 de julio de 2025

| Jugador                  | Equipo                    | Goles | Partidos |
| ------------------------ | ------------------------- | ----- | -------- |
| Lionel Messi             | Inter de Miami            | 18    | 18       |
| Sam Surridge             | Nashville                 | 18    | 24       |
| Evander                  | F. C. Cincinnati          | 15    | 22       |
| Eric Maxim Choupo-Moting | New York Red Bulls        | 14    | 23       |
| Brian White              | Vancouver Whitecaps F. C. | 8     | 10       |
| Denis Bouanga            | Los Angeles F. C.         | 7     | 13       |
| Hugo Cuypers             | Chicago Fire              | 8     | 13       |
| Kévin Denkey             | F. C. Cincinnati          | 8     | 13       |
| Martín Ojeda             | Orlando City S. C.        | 8     | 14       |
| Alonso Martínez          | New York City F. C.       | 7     | 13       |
| Diego Luna               | Real Salt Lake            | 7     | 13       |
| Diego Rossi              | Columbus Crew             | 7     | 13       |

#### Tripletes o pókers
Aquí se encuentra la lista de tripletes y póker de goles (en general, tres o más goles marcados por un jugador en un mismo encuentro) conseguidos en la temporada.
| Fecha      | Jugador        | Goles                                       | Local                     | Resultado | Visitante              | Jornada    |
| ---------- | -------------- | ------------------------------------------- | ------------------------- | --------- | ---------------------- | ---------- |
| 01/03/2025 | Tai Baribo     | 6' · 30' · 52'                              | Philadelphia Union        | 4 – 1     | F. C. Cincinnati       | Jornada 2  |
| 06/04/2025 | Josef Martínez | 16' · 81' · 90+2'                           | San Jose Earthquakes      | 6 – 1     | D. C. United           | Jornada 7  |
| 12/04/2025 | Brian White    | 13' · 38' · 59' · 83'                       | Vancouver Whitecaps F. C. | 5 – 1     | Austin F. C.           | Jornada 8  |
| 26/04/2025 | Sam Surridge   | 15' (penalti) · 45+9' (penalti) · 50' · 57' | Nashville S. C.           | 7 – 2     | Chicago Fire           | Jornada 10 |
| 10/05/2025 | Martín Ojeda   | 24' · 33' · 55' (penalti)                   | Orlando City S. C.        | 3 – 3     | New England Revolution | Jornada 12 |
| 07/06/2025 | Tom Barlow     | 30' · 44' · 65'                             | D. C. United              | 1 – 7     | Chicago Fire           | Jornada 18 |
| 14/06/2025 | João Klauss    | 35' · 47' · 90+5'                           | St. Louis City SC         | 3 – 3     | Los Angeles Galaxy     | Jornada 18 |

### Asistencias
| Cristian Espinoza                        | San Jose Earthquakes   | 8 | 13 |
| Antony                                   | Portland Timbers       | 7 | 14 |
| Joaquín Pereyra                          | Minnesota United F. C. | 7 | 14 |
| David Da Costa                           | Portland Timbers       | 7 | 14 |
| Quinn Sullivan                           | Philadelphia Union     | 7 | 14 |
| Luis Suárez                              | Inter Miami            | 6 | 10 |
| Hirving Lozano                           | San Diego F. C.        | 6 | 11 |
| Pep Biel                                 | Charlotte F. C.        | 6 | 13 |
| Jonathan Bamba                           | Chicago Fire           | 6 | 13 |
| Cristian Roldán                          | Seattle Sounders F. C. | 6 | 13 |
| Anders Dreyer                            | San Diego F. C.        | 6 | 14 |
| Última actualización: 18 de mayo de 2025 |                        |   |    |

### Porterías imbatidas
| Dayne St. Clair                          | Minnesota United FC       | 7 | 13 |
| Aljaž Ivačič                             | New England Revolution    | 6 | 12 |
| Pedro Gallese                            | Orlando City S. C.        | 6 | 13 |
| Yohei Takaoka                            | Vancouver Whitecaps F. C. | 6 | 13 |
| Brad Stuver                              | Austin F. C.              | 6 | 14 |
| Matt Freese                              | New York City F. C.       | 6 | 14 |
| CJ dos Santos                            | San Diego F. C.           | 6 | 14 |
| Carlos Coronel                           | New York Red Bulls        | 5 | 13 |
| Hugo Lloris                              | Los Angeles F. C.         | 5 | 13 |
| Roman Celentano                          | F. C. Cincinnati          | 5 | 14 |
| Andre Blake                              | Philadelphia Union        | 4 | 9  |
| Daniel                                   | San Jose Earthquakes      | 4 | 13 |
| Sean Johnson                             | Toronto F. C.             | 4 | 14 |
| Joe Willis                               | Nashville S. C.           | 4 | 14 |
| Kristijan Kahlina                        | Charlotte F. C.           | 4 | 14 |
| Última actualización: 18 de mayo de 2025 |                           |   |    |

## Premios y reconocimientos
| Semana    | Futbolista         | Equipo                 |
| --------- | ------------------ | ---------------------- |
| Semana 1  | Anders Dreyer      | San Diego FC           |
| Semana 2  | Tai Baribo         | Philadelphia Union     |
| Semana 3  | Roman Bürki        | St. Louis City SC      |
| Semana 4  | Tani Oluwaseyi     | Minnesota United FC    |
| Semana 5  | Pep Biel           | Charlotte FC           |
| Semana 6  | Djordje Mihailović | Colorado Rapids        |
| Semana 7  | Josef Martínez     | San Jose Earthquakes   |
| Semana 8  | Brian White        | Vancouver Whitecaps FC |
| Semana 9  | Dániel Sallói      | Sporting Kansas City   |
| Semana 10 | Sam Surridge       | Nashville SC           |
| Semana 11 | Hirving Lozano     | San Diego FC           |
| Semana 12 | Emil Forsberg      | New York Red Bulls     |
| Semana 13 | Tai Baribo         | Philadelphia Union     |
| Semana 14 | Marco Reus         | Los Angeles Galaxy     |
| Semana 15 | Patrick Agyemang   | Charlotte FC           |
| Semana 16 | Lionel Messi       | Inter Miami            |
| Semana 17 | Lionel Messi       | Inter Miami            |
| Semana 18 | Tom Barlow         | Chicago Fire           |
| Semana 19 | João Klauss        | St. Louis City SC      |

| Semana    | Futbolista      | Equipo                 |
| --------- | --------------- | ---------------------- |
| Semana 1  | Edwin Mosquera  | Atlanta United         |
| Semana 2  | Tadeo Allende   | Inter Miami            |
| Semana 3  | Tadeo Allende   | Inter Miami            |
| Semana 4  | Alonso Martínez | New York City FC       |
| Semana 5  | Marco Pašalić   | Orlando City SC        |
| Semana 6  | Carles Gil      | New England Revolution |
| Semana 7  | Idan Toklomati  | Charlotte FC           |
| Semana 8  | Diego Fagúndez  | Los Angeles Galaxy     |
| Semana 9  | Quinn Sullivan  | Philadelphia Union     |
| Semana 10 | Kévin Denkey    | FC Cincinnati          |
| Semana 11 | Lionel Messi    | Inter Miami            |
| Semana 12 | Santiago Moreno | Portland Timbers       |
| Semana 13 | Célio Pompeu    | St. Louis City SC      |
| Semana 14 | Jack McGlynn    | Houston Dynamo FC      |
| Semana 15 | Lionel Messi    | Inter Miami            |
| Semana 16 | Lionel Messi    | Inter Miami            |
| Semana 17 | Dejan Joveljić  | Sporting Kansas City   |
| Semana 18 | Antony          | Portland Timbers       |
| Semana 19 | João Klauss     | St. Louis City SC      |

### Jugador del mes
| Mes           | Futbolista   | Equipo                 | Estadísticas                       | Ref.   |
| ------------- | ------------ | ---------------------- | ---------------------------------- | ------ |
| Febrero/Marzo | Tai Baribo   | Philadelphia Union     | 5 partidos, 6 goles, 0 asistencias | [ 53 ] |
| Abril         | Brian White  | Vancouver Whitecaps FC | 3 partidos, 5 goles, 0 asistencias | [ 54 ] |
| Mayo          | Lionel Messi | Inter Miami            | 7 partidos, 7 goles, 4 asistencias | [ 55 ] |